# Cuisine brésilienne

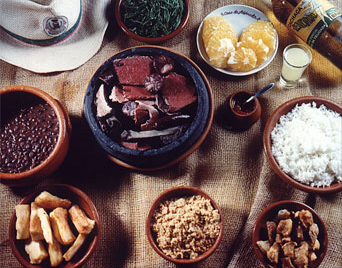
Feijoada.

La  cuisine brésilienne désigne les plats culinaires issus du Brésil, dont les origines peuvent être retracées aux cuisines européennes, indigènes et africaines. Plusieurs des techniques de préparation sont d'origine indigène mais ont été adaptées par les esclaves et les Portugais. Les esclaves exécutaient leurs propres recettes en remplaçant les ingrédients qui leur manquaient par des ingrédients locaux. La feijoada, le mets typique du pays, en est un bon exemple. Les boissons alcoolisées ont été apportées par les Portugais, comme la cachaça fabriquée au Brésil même.

## Histoire

### Époque indigène

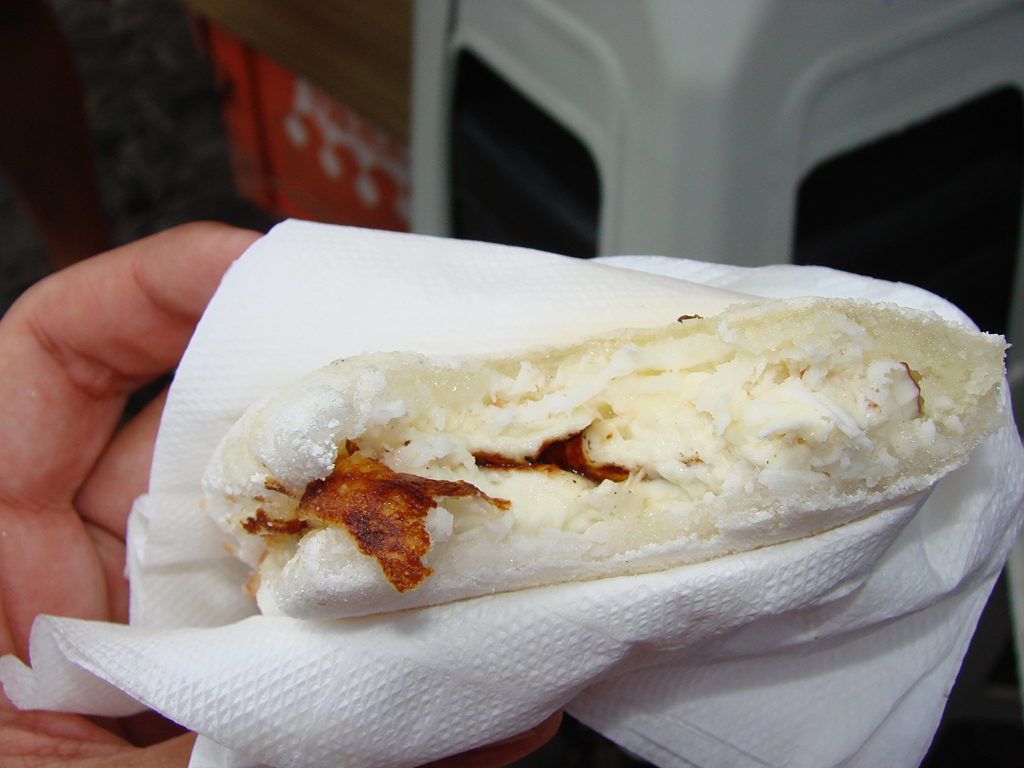
Du tapioca.

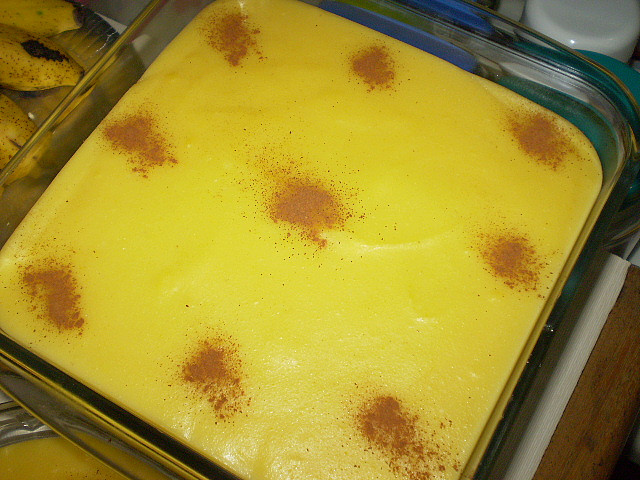
Le curau est un dessert sucré brésilien à base de jus pressé de maïs vert, cuit avec du lait et du sucre.

Les ingrédients du régime alimentaire des indigènes comprenaient le manioc, sous forme de farine et de beijus, ainsi que des fruits, des légumes, du poisson, du gibier, du maïs, des pommes de terre et des légumineuses, avec l'arrivée d'esclaves amenés d'Afrique. Tous les peuples indigènes connaissaient le feu et l'utilisaient tant pour cuisiner que pour accomplir des rituels. Les principales façons de préparer la viande étaient de la faire rôtir sur un panneau d'argile posé sur trois pierres (trempe), dans un four souterrain (biaribi), clouée à des piquets et exposée au feu - l'origine du churrasco dans le Rio Grande do Sul, - elle était placée sur un cadre en bois et laissée à sécher pour être conservée (moquém) ou parfois cuite. Dans le biaribiri, ils plaçaient un lit de grandes feuilles insérées dans un trou et, par-dessus, la viande à rôtir, une autre couche de feuilles et une autre de terre, pour finalement faire un feu de joie d'où serait née la façon de préparer le barreado. Il y avait deux façons de la préparer : bouilli ou échaudé. Dans la première, le bouillon est mélangé à la farine pour gagner en consistance, dans la seconde ils sont simplement mélangés donnant lieu à un pirão plus léger.
La viande de gibier était l'autre source principale de nourriture. Les principales formes de viande provenaient de mammifères8 tels que le porc (porco-do-mato), queixada, caititu, paca, ou venaison, macaques et anta. Elles étaient généralement préparées avec la peau et les entrailles, les poils brûlés et les organes internes étaient retirés après le repas
Les poissons, mollusques et crustacés étaient pêchés avec de petits arcs, aucune espèce n'étant plus prisée que les autres. Les plus grosses proies étaient rôties et les plus petites étaient cuites ou utilisées pour faire du bouillon ou même un pirão. Parfois, les poissons étaient séchés et transformés en une farine qui pouvait être facilement transportée lors des voyages. La paçoca était produite de la même manière, à partir de la chair de la farine de manioc, un aliment adapté plus tard à partir de noix de cajou, d'amandes et de sucre à la place de la viande, et transformé en une friandise.
Pour tempérer un aliment, ils utilisaient du poivre ou un mélange de poivre et de sel appelé ijuqui. Il était toujours placé à l'endroit où l'aliment devait être mangé, afin que chaque convive puisse l'assaisonner à son goût, généralement en le versant dans la bouche. Le sel était obtenu à partir de différents procédés de séchage de l'eau de mer, dans des mines de sel naturelles - sel minéral - ou à partir de certains légumes.
L'origine du tacacá, du tucupí, du canjica et du pamonha se trouve parmi les aliments liquides indigènes. Le premier provient du jus de manioc cuit, appelé manipueira, mélangé à du bouillon de poisson ou de viande, de l'ail, du poivre et du sel, et le second provient de l'ébullition du jus précédent mais pendant une période plus longue. La canjica était une pâte de millet pur avant d'être mélangée à du lait, ou à du sucre et de la cannelle. Il s'agissait d'une adaptation, comme le mungunzá, le nom africain du millet cuit avec du lait, et séché et fabriqué jusqu'à ce que le millet devienne épais. La pamonha était un petit pain plus grand également fait de maïs ou de riz, le tout enveloppé dans des feuilles de bananier. Ils préparaient également des boissons hallucinogènes pour les rassemblements sociaux ou religieux, comme le jurema dans le Nordeste. Avec ses ingrédients et ses techniques, la gastronomie indigène allait former la base de la gastronomie brésilienne et lui donner son authenticité4, le manioc étant un ingrédient national, puisqu'il est inclus dans la plupart des plats.

### Époque coloniale

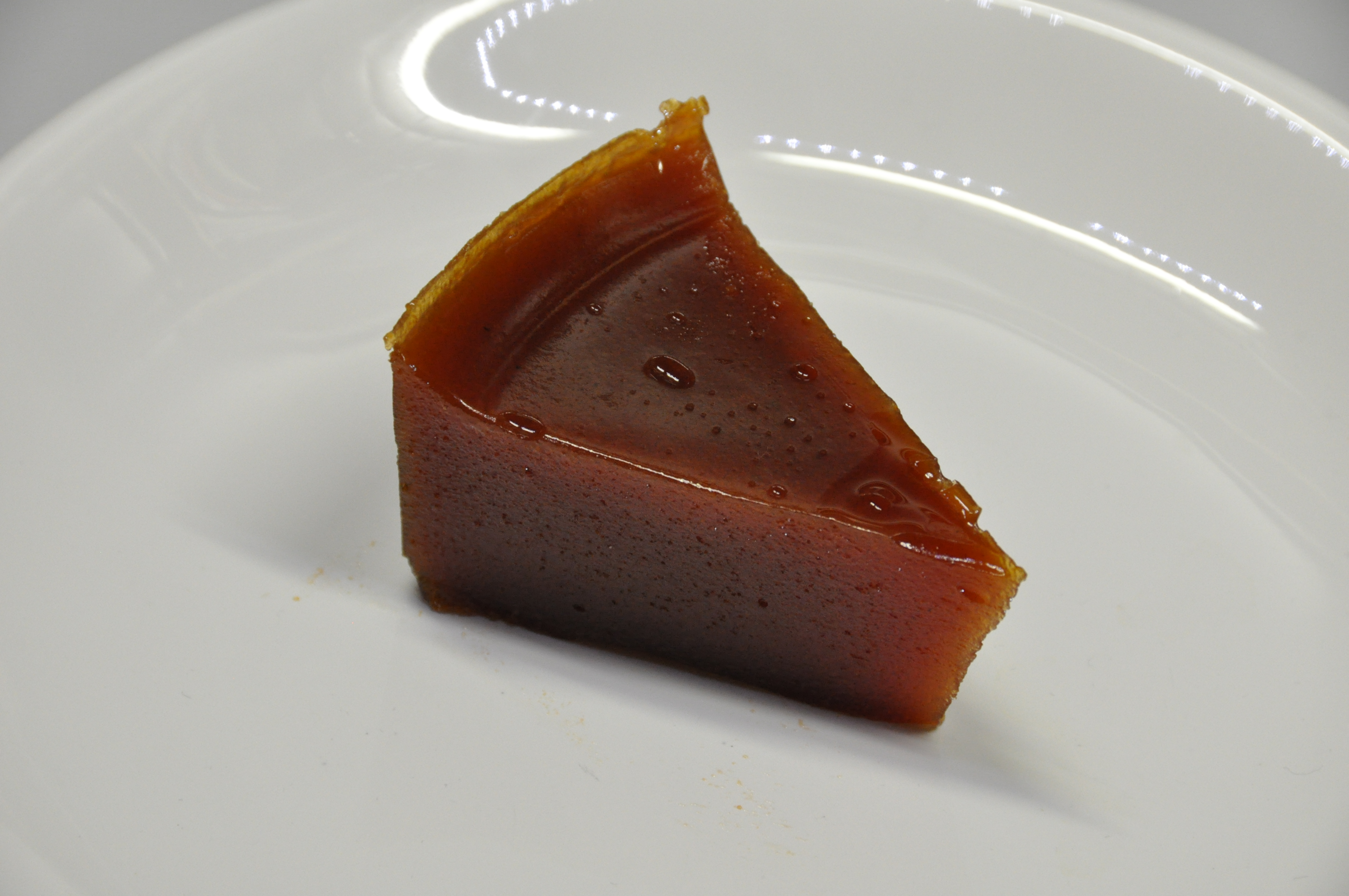
Goiabada.

Les aliments quotidiens inclus dans la cuisine africaine au XVIe siècle comprenaient le riz, les haricots (feijão), les milhetos, le sorgho et le couscous. La viande était principalement du gibier avec une abondance d'antilopes, de gazelles, de buffles, d'oiseaux, d'hippopotames et d'éléphants. Ils pêchaient peu, généralement à la harpe, au filet et à l'arc. Ils élevaient des moutons, des bovins et des chèvres, mais la viande des animaux qu'ils élevaient était généralement destinée à l'abattage22 et à l'échange économique ; ils servaient de réserve monétaire. Ils préparaient les aliments en les faisant rôtir, griller ou bouillir et pour assaisonner leur nourriture, ils étaient friands de poivrons, mais ils utilisaient aussi des huiles végétales, comme l'huile de palme, qui accompagnaient la plupart de leurs aliments.
L'aliment de base des esclaves africains était la farine de manioc. Bien que le régime alimentaire varie en fonction de la fonction de l'esclave, c'est-à-dire s'il se trouve dans un environnement urbain ou rural, et si son propriétaire est riche ou pauvre. Le régime alimentaire des esclaves des riches domaines comprenait de la canjica, du feijão-preto, du lard, de la viande séchée, des oranges, des bananes, de la farine de manioc et tout ce qu'ils pouvaient attraper ou chasser ; les esclaves des villages pauvres étaient nourris de farine de farinha, d'oranges et de bananes.
Durant la période coloniale, les Portugais ont mélangé les ingrédients des natifs d'Afrique, d'Asie et d'Amérique pour survivre sur ces terres étrangères, mais aussi par curiosité. Au Brésil, la production des aliments était limitée, car l'économie était réservée à l'exportation. La cuisine coloniale constitue la base culinaire du pays. Au nord, les habitants dépendaient plus des connaissances indigènes pour survivre et aussi de la cueillette, c'est pour cela que leur alimentation incluait des mets et des ingrédients exotiques comme la chair de poisson, la viande de jaguar, la viande de tortues et leurs œufs, et beaucoup de fruits. Comme le terrain littoral n'était pas adéquat pour cultiver la canne à sucre, l'économie se tourna vers l'intérieur du pays pour chercher de l'or, des pierres précieuses. L'histoire elle-même influença la cuisine de chaque région.

### Période immigrante

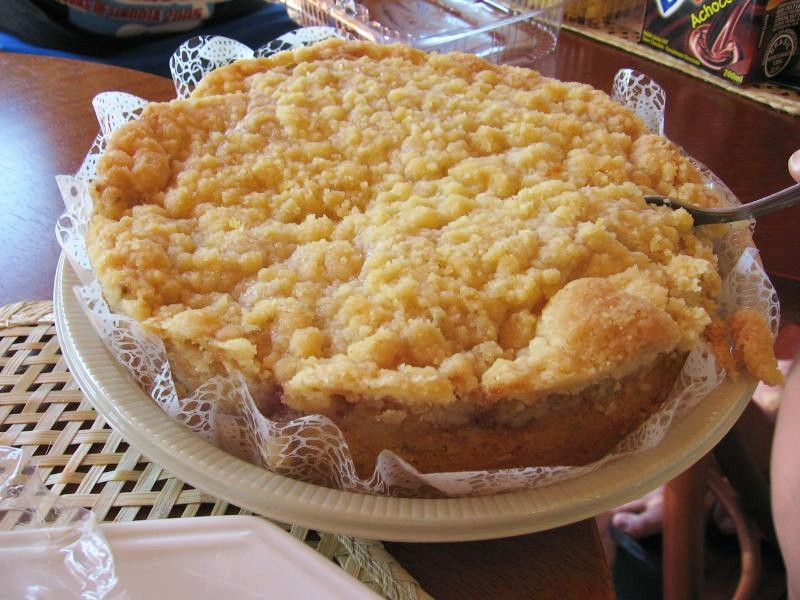
Cuca, un gâteau de table à base d'œufs, de farine de blé, de beurre et recouvert de sucre, très similaire au Streuselkuchen, un gâteau traditionnel allemand. Il est typique de la région sud du Brésil. Sur la photo, un cuca brésilien couvert de bananes.

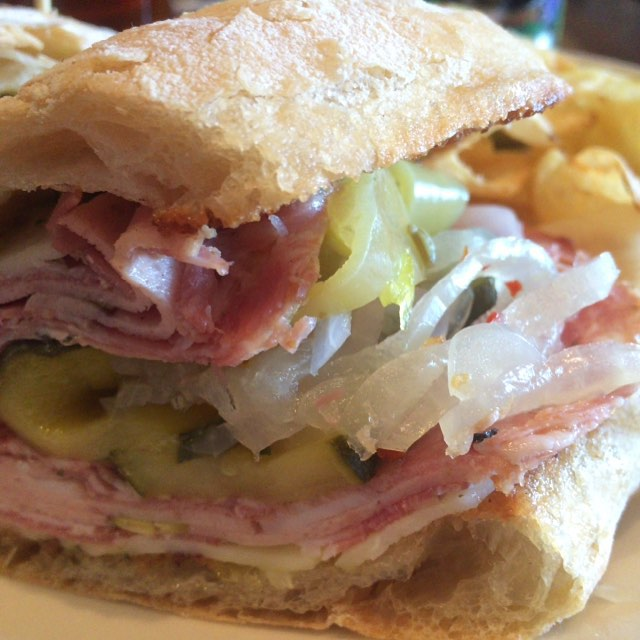
Le sandwich à la mortadelle est très courant à São Paulo en raison de l'immigration italienne.

Les immigrants qui sont arrivés au Brésil entre le XIXe siècle et le début du XXe siècle étaient des Allemands, des Italiens, des Espagnols, des Syriens-Libanais, des Japonais, etc. De tous les immigrants, ce sont les Allemands et les Italiens qui ont le plus influencé la cuisine brésilienne. Les immigrants allemands au Brésil sont très nombreux, ils ont émigré de différentes régions d'Allemagne et ont résidé dans le sud et le sud-ouest du pays et n'ont guère modifié les coutumes et les ingrédients des Portugais. Ils ont également conservé la consommation de certains types de saucisses, de mortadelle ou de lard. Néanmoins, ils se sont bien adaptés et ont remplacé de nombreux ingrédients de leur pays d'origine par des matériaux indigènes. Les repas des immigrants allemands ne se sont pas répandus dans tout le pays.
En ce qui concerne les immigrants italiens, on peut dire qu'ils étaient plus nombreux et qu'ils étaient intéressés par la fabrication de leurs propres pâtes, c'est pourquoi ils ont incorporé des cultures de blé à grande échelle. Les macaronis (macarrão) italiens sont devenus l'aliment important de la population. aux côtés du feijão, du riz et des viandes. Cependant, outre les macaronis, d'autres pâtes italiennes telles que la pizza, les raviolis et les lasagnes, ainsi que le risotto et la polenta, ont été incorporées à la cuisine brésilienne. De même, les glaces après le repas sont devenues populaires. Le goût pour le fromage, utilisé dans la pâte, est devenu fort. Le fromage était consommé avec des sucreries et des fruits, comme la goiabada ou le sozinho assado.
Pendant la période coloniale, la majorité de la population avait un régime alimentaire très varié et comprenait la populaire farine de manioc, les feijões et les viandes séchées. Le feijão-preto est d'origine sud-américaine, bien que d'autres espèces étaient déjà connues en Europe, comme les haricots carilla, qui étaient plus couramment consommés au Portugal. Les feijão étaient typiquement des plantations domestiques et leur plantation était effectuée par les femmes, tandis que les hommes s'occupaient d'autres plantations. Comme la farine de manioc, elle était, et est encore aujourd'hui, un élément principal de l'alimentation quotidienne. Elle s'est répandue sur tout le territoire national en accompagnant les migrations internes de la population de l'intérieur du nord-est avec l'élevage du bétail vers le centre-ouest et le sud-est avec la recherche d'or ainsi que vers le sud, en raison des problèmes de frontières aux 18e et 19e siècles. Les esclaves avaient une alimentation composée essentiellement de manioc et de maïs cuits ou sous forme de farine, de feijões, de bananes et d'oranges ainsi que de tubercules. Ce n'est que les jours de fête qu'il y avait une grande abondance et diversité de plats sur la table. Les fruits étaient les bienvenus dans l'alimentation quotidienne. Rendant possible l'habitude de boire des jus de fruits apportés par les Portugais, les Français et les Hollandais, de nombreux fruits ont été apportés par les Portugais comme le jacquier, le manga et le jambo au 18e siècle et certains fruits brésiliens ont été apportés dans d'autres colonies. Les fruits accompagnent les plats salés comme la feijoada et les viandes, et les préparations sont une influence indigène et africaine sur l'alimentation. Certains fruits étaient réservés aux nourrissons et de nombreuses superstitions entouraient la consommation d'autres. Les aliments ne pouvant être conservés longtemps à l'air libre, les colons s'occupaient de fabriquer des bonbons et des compotes ainsi que de saler les viandes séchées, dont les oranges au Brésil.

### Alimentation actuelle

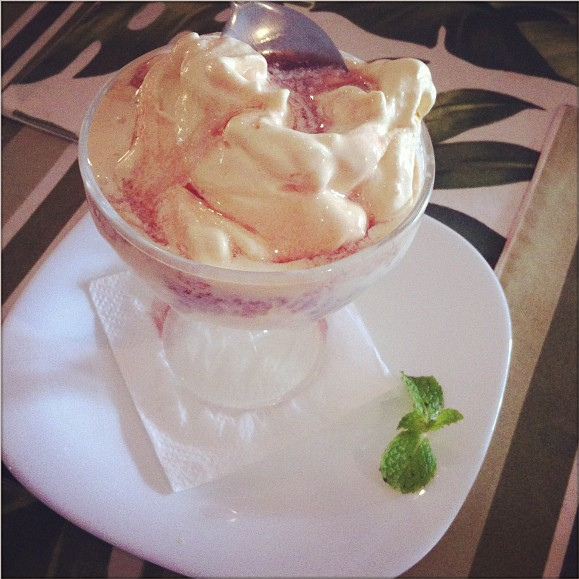
Crème de papaye au cassis, un dessert brésilien raffiné.

L'alimentation quotidienne est en trois parties et implique la consommation de café au lait (café com leite), de pain (pão), de fruits, de bolos et de sucreries, au café da manhã (petit-déjeuner), de haricots avec du riz (feijão com arroz) au déjeuner, cette nourriture est basique et parfois très identifiée au peuple brésilien, de macarrão, de viande, d'un peu de salade et de purée de patates douces, au dîner (jantar), des soupes sont servies ainsi que divers aliments régionaux. Des boissons distillées ont été apportées par les Portugais et fabriquées au Brésil, comme la cachaça. Le vin (vinho) est également largement consommé, parfois mélangé à de l'eau et du sucre, et est connu sous le nom de sangria. La bière a commencé à être consommée à la fin du 18e siècle et est aujourd'hui l'une des boissons alcoolisées les plus courantes.
Les habitudes alimentaires varient beaucoup d'une région à l'autre en fonction de l'histoire, à tel point qu'il est normal que les Brésiliens d'un extrême ne connaissent pas les plats de l'autre extrême. Ainsi, dans la région côtière de la Região Nordeste (région nord-ouest), il y a une grande influence de la cuisine africaine, comme l'acarajé, le vatapá et le molho de pimenta ; dans la Região Nord (région nord), il y a une plus grande influence des indigènes, comme on peut le voir dans l'utilisation du manioc et du poisson ; dans la Região Sudeste (région sud-est), on trouve divers plats comme le feijão tropeiro e angu, étroitement lié aux bandeirantes, dans le Minas Gerais, et la pizza à São Paulo, influencée par les immigrants italiens ; et dans la Região Sul (région sud), il y a une forte influence de la cuisine italienne, qui se manifeste dans des plats comme la polenta, ainsi que de la cuisine allemande. Le churrasco est typique du Rio Grande do Sul.

## Snacks/Casse-croûtes
- Pão de queijo, petite boule de pain au fromage, à base de fécule de manioc, originaire de l'État du Minas Gerais
- Coxinha, viande de poulet hachée ou déchiquetée, recouverte de pâte et façonnée en une forme ressemblant à une larme, panée et frite.
- Pastel, tartes à croûte mince en forme de demi-cercle ou de rectangle avec des garnitures assorties, frites dans de l'huile végétale, qui peuvent être remplies de viande hachée, de mozzarella, de catupiry, de cœur de palmier, de morue, de fromage à la crème, de poulet et de petites crevettes.
- Bolinho de bacalhau, beignets de morue frits
- Empada, ressemblant à des pâtés en croûte à petite échelle. Remplis d'un mélange de cœur de palmier, de pois, de farine et de poulet ou de crevettes.
- Acarajé, un type de beignet à base de haricots traditionnellement rencontrés dans l'État de Bahia, servi coupé en deux et farci de vatapá et de caruru - des pâtes épicées à base de crevettes, de noix de cajou moulues, d'huile de palme et d'autres ingrédients.
- Quibe : correspond au plat libanais kibbeh et a été introduit dans la culture brésilienne dominante par des immigrants syriens et libanais. Il peut être servi cuit, frit ou cru.
- Esfirra, un autre plat du Moyen-Orient, bien qu'il s'agisse d'un ajout plus récent à la cuisine brésilienne, on les trouve aujourd'hui facilement partout, en particulier dans les régions du nord-est, du sud et du sud-est. Ce sont des tartes/gâteaux avec des garnitures comme du bœuf, du mouton, du fromage en grains ou des légumes assaisonnés.

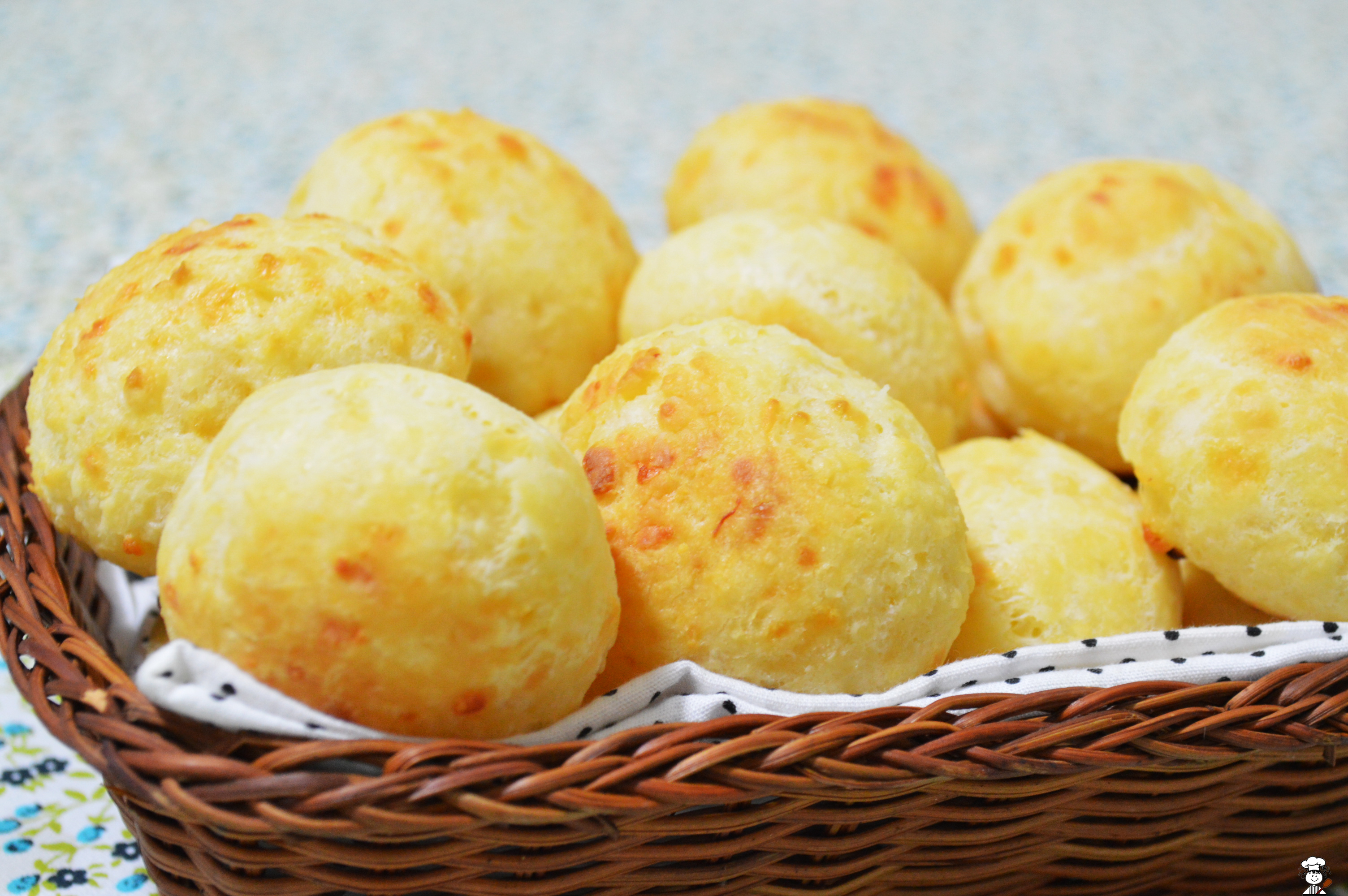
Pão de queijo
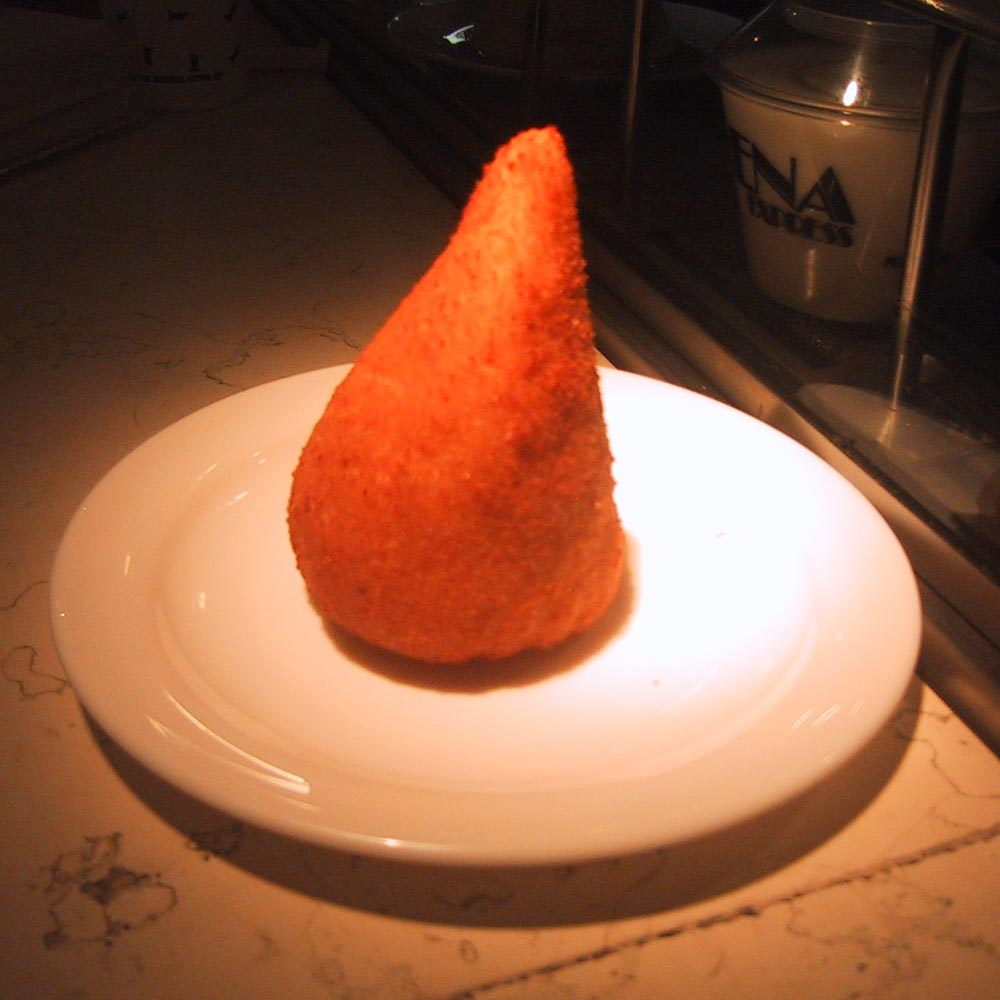
Coxinha
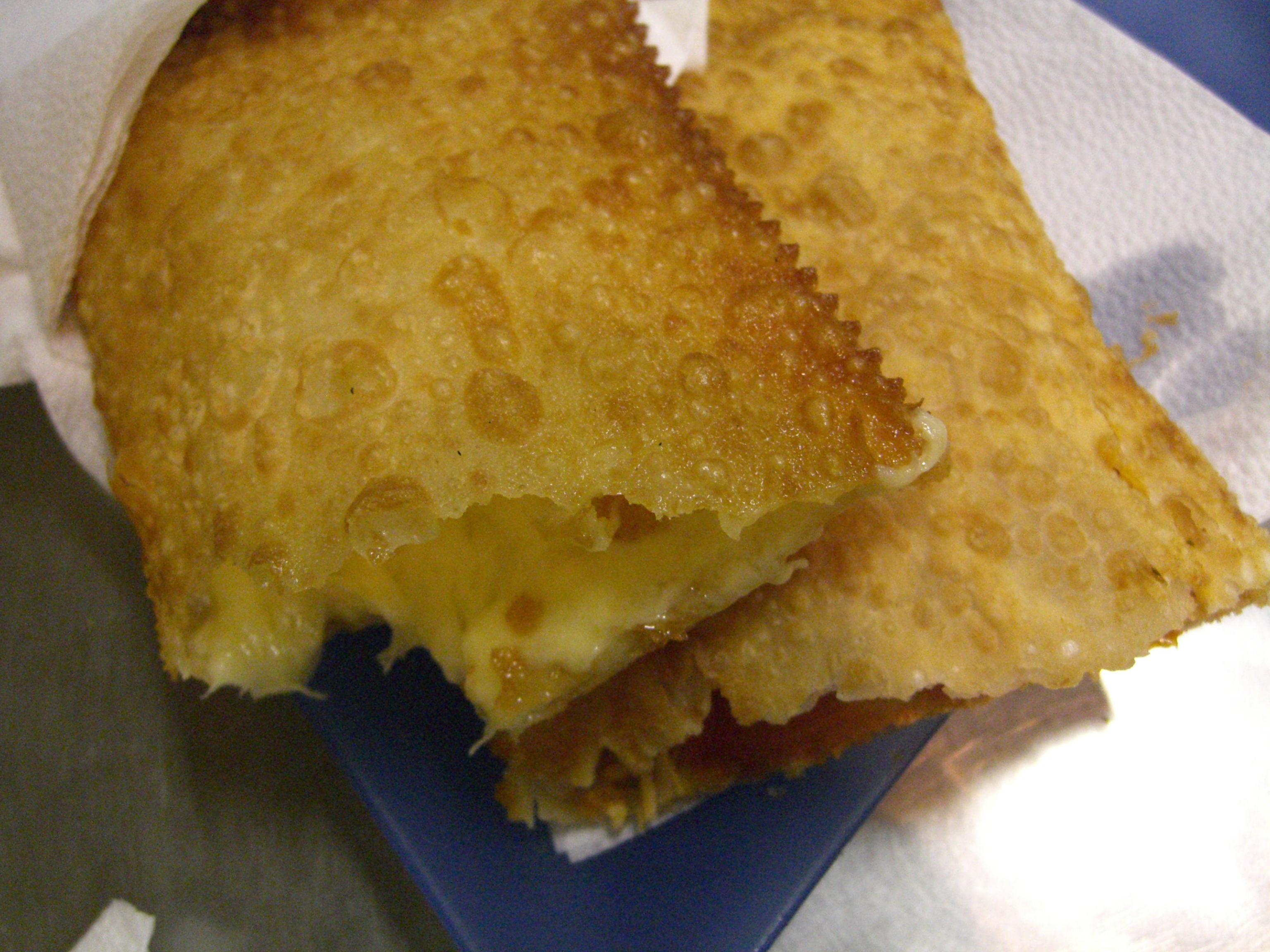
Pastel brésilien
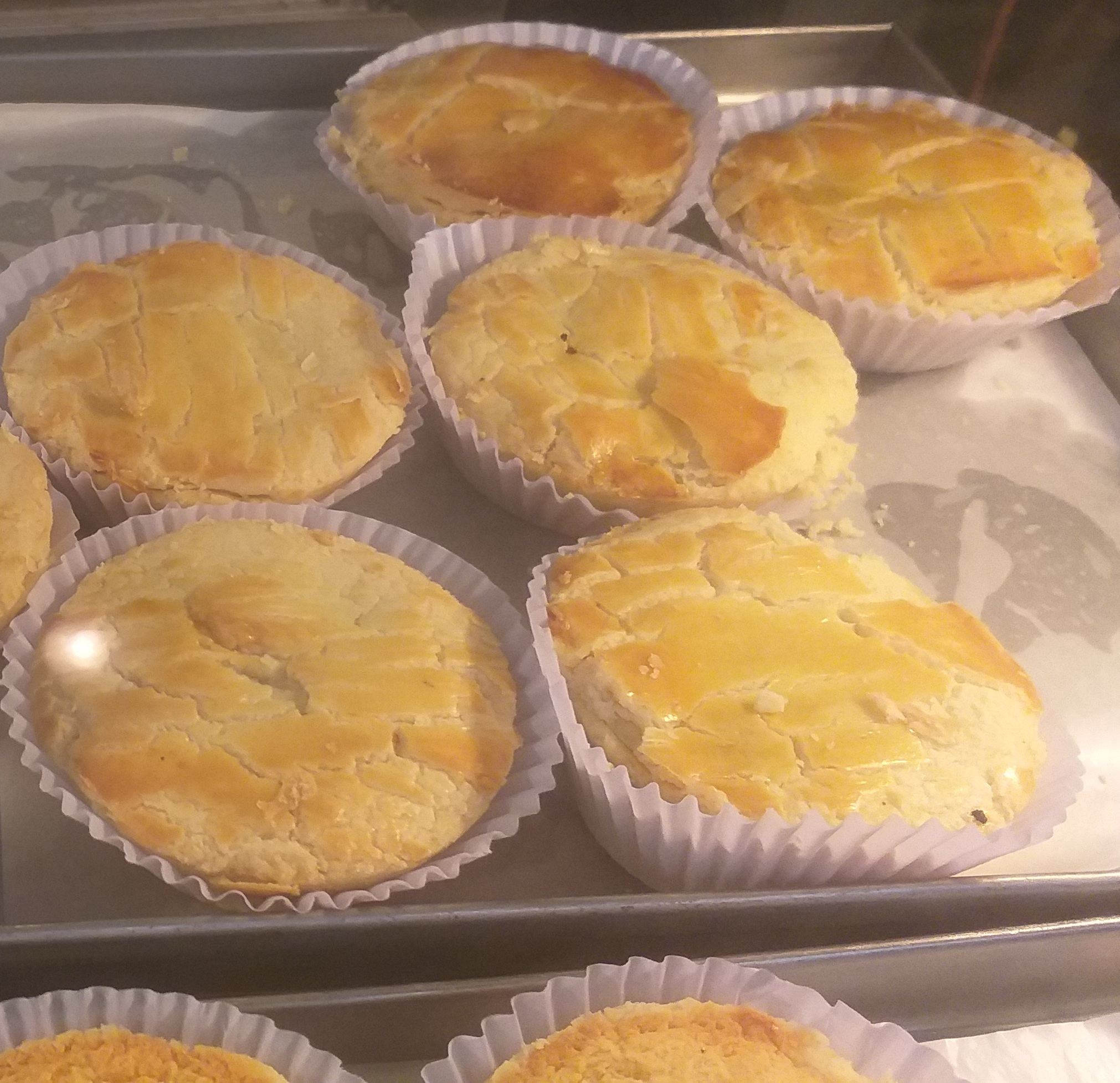
Empada brésilien farci aux crevettes
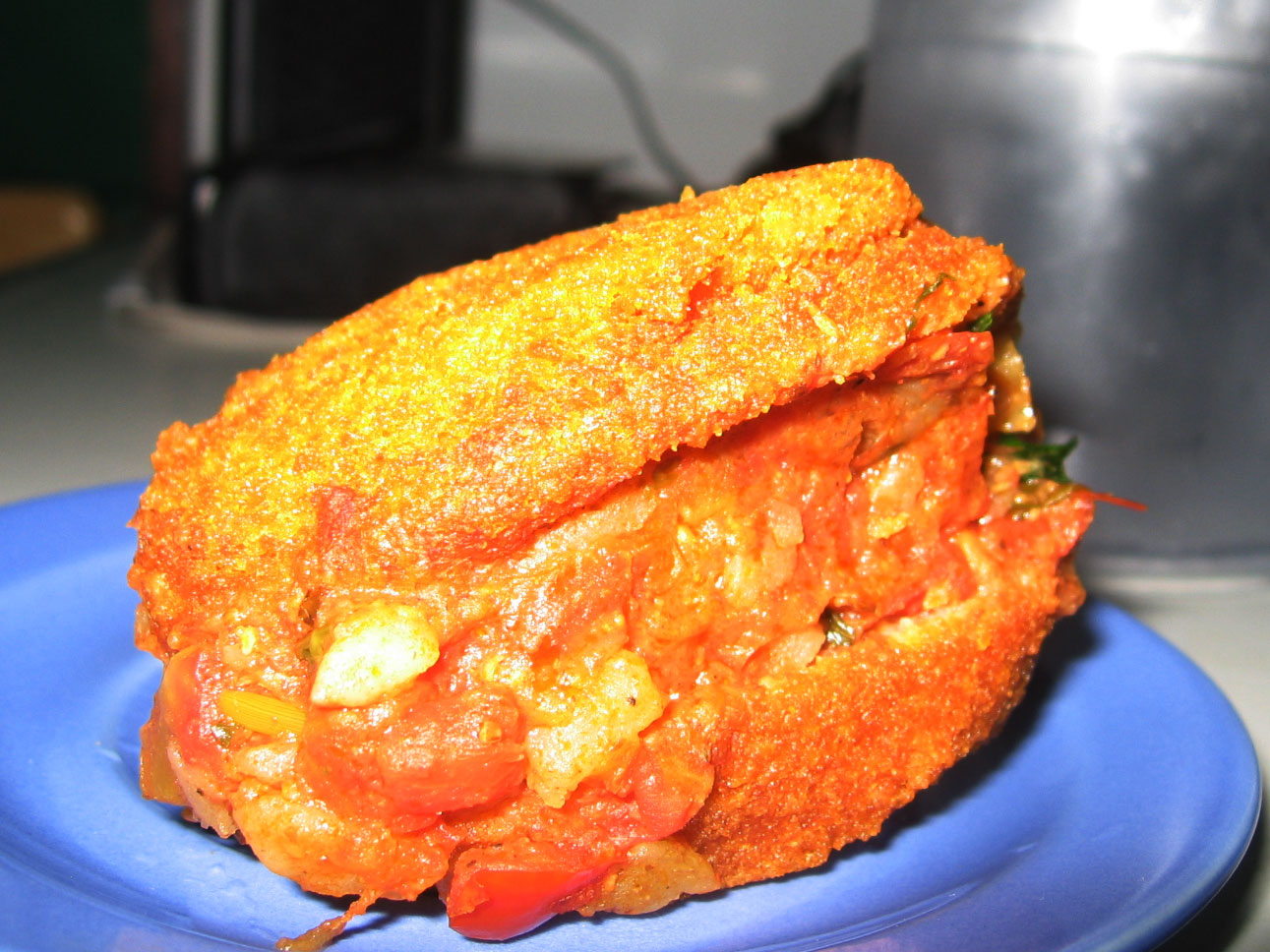
Acarajé

## Mets

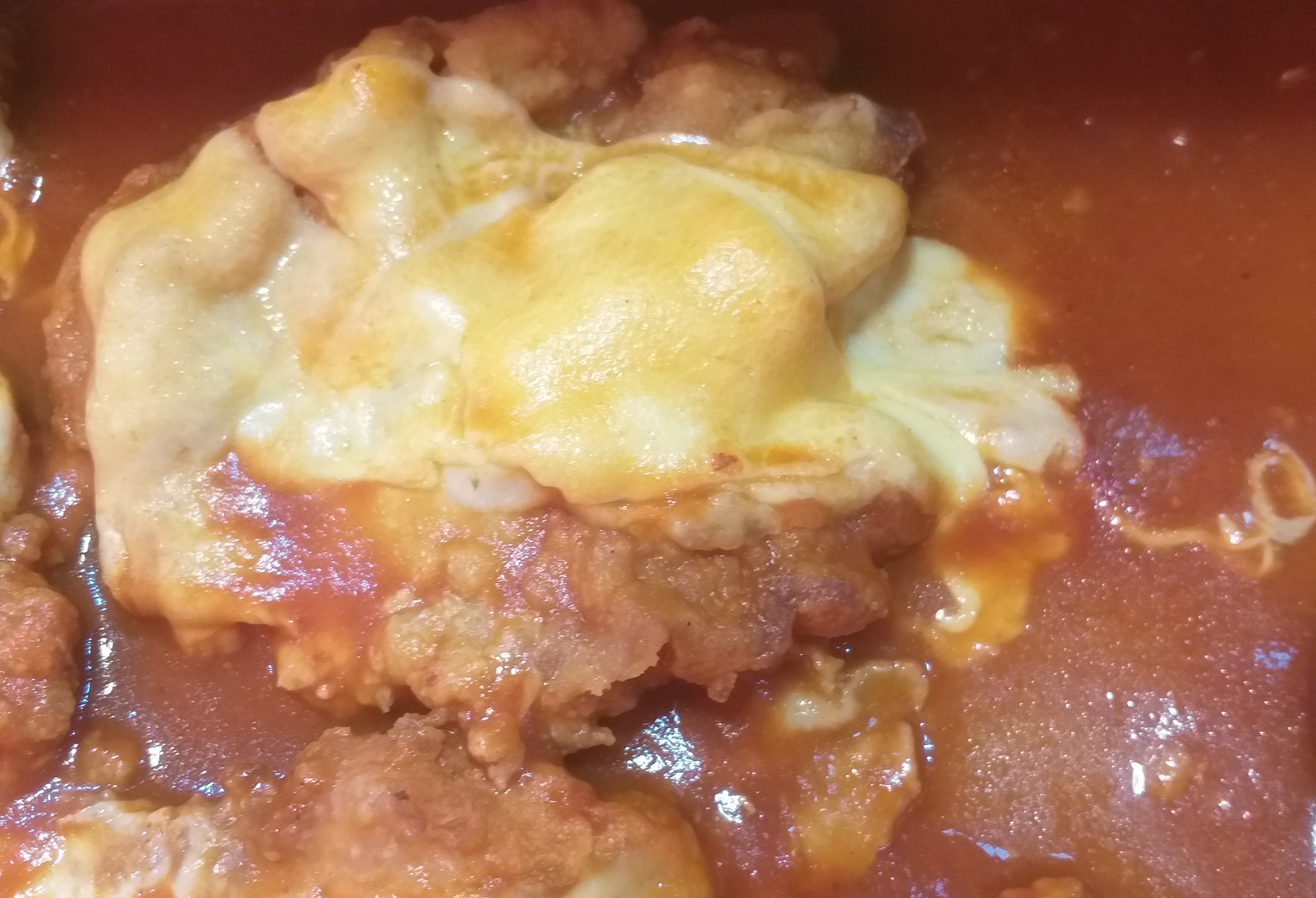
Bife à parmegiana, l'un des plats les plus traditionnels et typiques du Brésil.

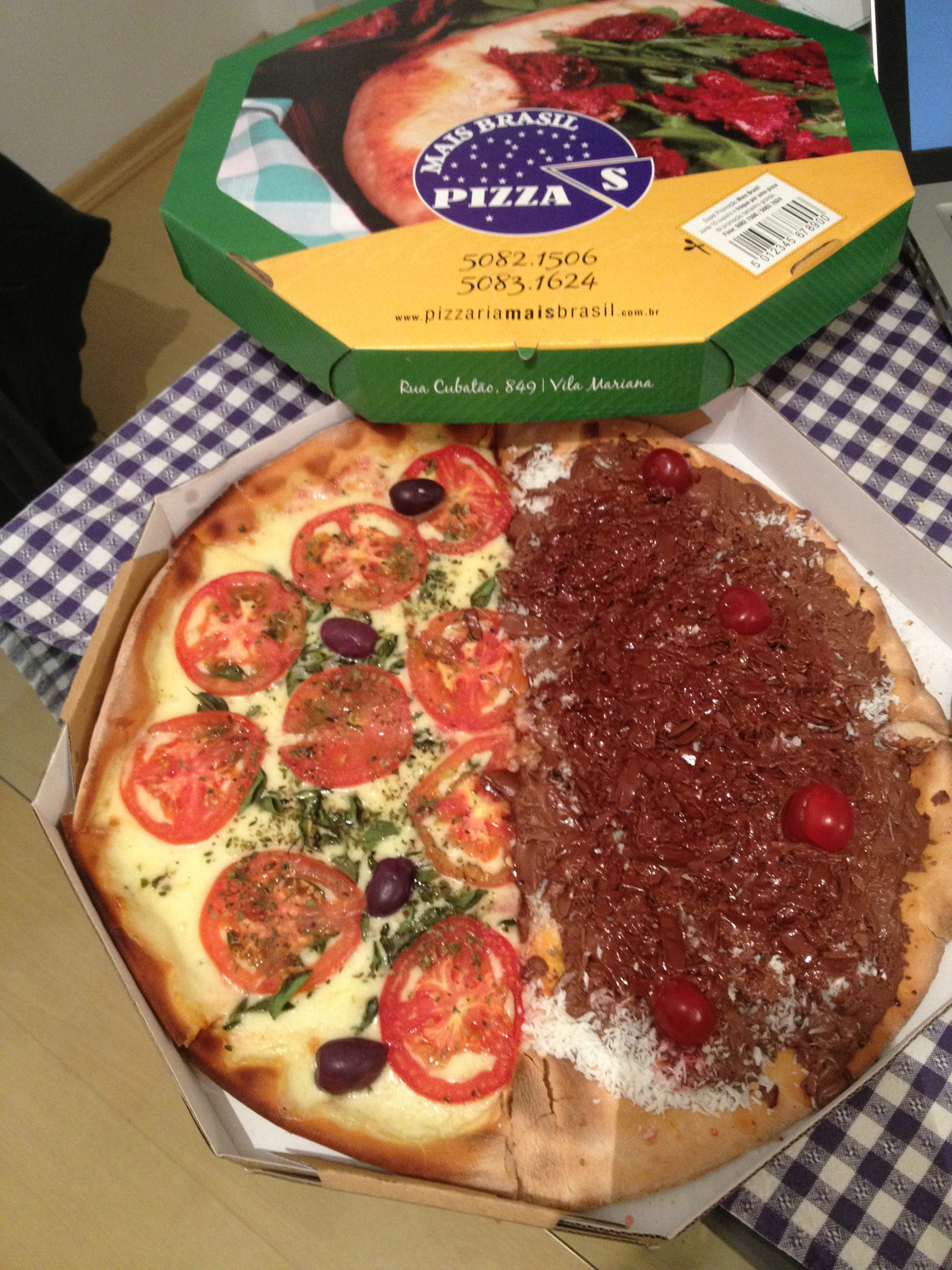
Les pizzas brésiliennes peuvent avoir à peu près n'importe quelle saveur. Sur la photo, une pizza moitié mozzarella, tomate, olives et épices (salée) et moitié chocolat, noix de coco et cerises (sucré).

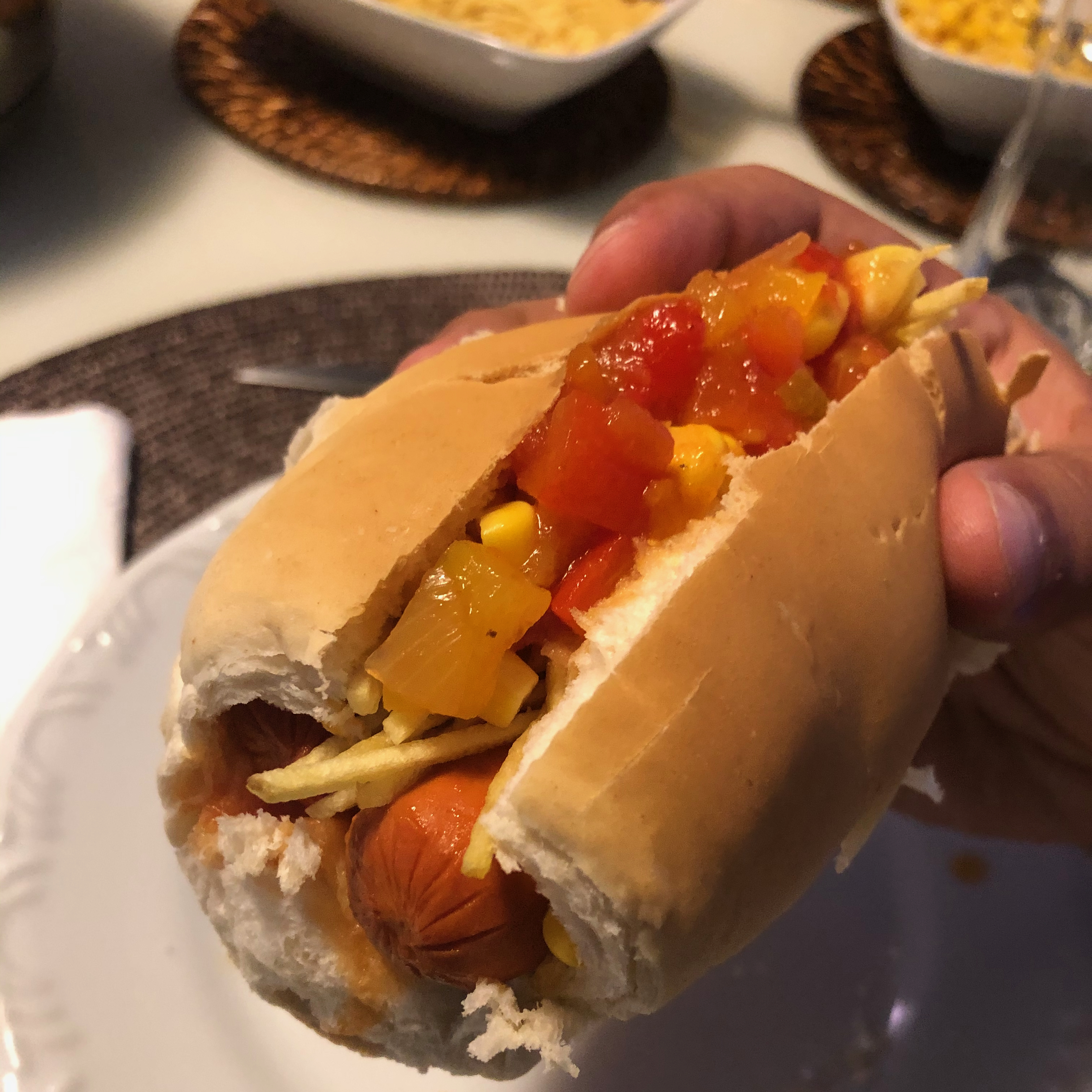
Hot dog brésilien avec tomate, maïs, batata-palha (frites de paille) et oignon.

- Feijoada, plat national du Brésil semblable au cassoulet français.
- Le churrasco (art de cuisiner la viande) est le plat principal de l'extrême sud du Brésil, composé de viande (surtout de bœuf, parfois aussi d'agneau, du porc, de la volaille) cuite sur des épées placées au-dessus du feu. Au fil du temps d'autres régions du Brésil ont adopté le churrasco et ont créé d'autres manières de faire, surtout à São Paulo où l'on pose souvent la viande sur une grille. Les pays limitrophes (Argentine, Uruguay et Paraguay), ont aussi chacun leur propre version du churrasco. Le restaurant spécialisé dans le churrasco est une churrascaria.
- Picanha, onglet de bœuf qui devrait être classé comme sous-division du churrasco, lequel se compose de plusieurs sortes de viande.
- Farofa, farine de manioc cuisinée servie en accompagnement/assaisonnement. Son côté croquant est particulièrement apprécié.
- La pizza fabriquée au Brésil est unique, si on la compare à celles du reste du monde. Alors qu'il est normal qu'une pizza soit fine et avec peu d'ingrédients, au Brésil elle peut avoir plus de 100 saveurs, salées (avec des garnitures telles que pepperoni, œuf, tomate, roquette, poivrons, ail, poulet râpé, fromage catupiry, longe canadienne, thon, oignon et même hamburger, stroganoff ou sushi peuvent être trouvés) ou sucrées (avec des saveurs telles que le chocolat, la banane à la cannelle, la pâte de goyave au fromage, la figue, avec des boules de glace, des M&Ms, entre autres.).
- Le hot dog est un autre plat qui a été modifié au Brésil, devenant pratiquement un déjeuner complet. Là-bas, la version la plus courante du hot dog est le "X-Tudo" (dans une traduction littérale, fromage-tout), ou "Podrão", où, en plus du pain et des saucisses conventionnels avec du ketchup, de la moutarde et de la mayonnaise, il est farci d'une série d'ingrédients supplémentaires allant des pommes de terre paille, du parmesan râpé, des grains de maïs, des pois et des olives aux œufs de caille.
- Bife à cavalo : steak grillé avec œuf au plat sur le dessus, généralement accompagné de frites et parfois de salade
- Bife à parmegiana : steak frit, composé d'un morceau de viande en tranches, pané avec de la farine de blé et des œufs (blancs d'œufs), garni de parmesan et de beaucoup de sauce tomate et de condiments tels que l'origan au goût. Parfois, le parmesan remplace les tranches de mozzarella. Bien qu'il s'agisse d'un plat inventé au Brésil, et typique de la culture brésilienne, il est généralement, dans le pays même, considéré comme une recette italienne.
- Virado, plat typique de l'état de São Paulo, où il est également connu sous le nom de Virado à Paulista, composé d'une côtelette de porc, de banane frite, de haricots à la farine de manioc, de riz, de chou et d'œuf au plat.
- Tutu de feijão, plat typique de l'état de Minas Gerais, à base de haricots bouillis, sautés et épaissis avec de la farine de manioc ou de maïs. Il est généralement sauté avec des morceaux de lard frit, d'oignon et d'ail, et mélangé avec de la farine de manioc ou de farine de maïs selon le type de haricot.
- Torresmo
- Arroz carreteiro est un plat typique de la région sud du Brésil, à base de riz auquel on ajoute du bœuf bien haché et sauté, de la viande séchée effilochée ou hachée ou de la viande séchée au soleil, parfois du paio, du bacon et de la saucisse en morceaux, sautés dans beaucoup de gras, avec de l'ail, de l'oignon, de la tomate et du persil, toujours avec beaucoup d'assaisonnement.
- Galinhada est un plat typique des États de São Paulo, Minas Gerais et Goiás, composé de riz cuit et de morceaux de poulet cuits. L'assaisonnement est composé de safran (qui donne la couleur jaunâtre typique au riz), de vinaigrette (facultative et à part), et de tutu de haricots. Le plat typique de poulet goiana contient du guariroba (un type de cœur de palmier amer) et du pequi.
- Barreado : plat typique du littoral du Parana à base de viande de bœuf ou de porc.
- Bobó de camarão : soupe de crevettes, typique de la région nord-est du Brésil
- Carne de sol : viande de bœuf salée et boucanée, typique de la région nord-est du Brésil
- Moqueca : C'est un ragoût, généralement à base de poisson, typique des états de Pará, Bahia et Espírito Santo. Il peut être préparé avec du poisson, des coquillages, des crustacés, du poulet ou des œufs de poule.
- Tacacá, soupe amazonienne à base de tucupi, jambu, crevettes séchées, coriandre longue et piments.
- Cuscuz : gâteau de semoule de maïs, aux crevettes et aux sardines, avec légumes.
- Empadão, plat est préparé avec de la purée de pommes de terre et principalement avec de la viande de bœuf hachée, mais il existe des variantes au thon[34], au poulet[35] ou à la morue[36].
- Pernil assado

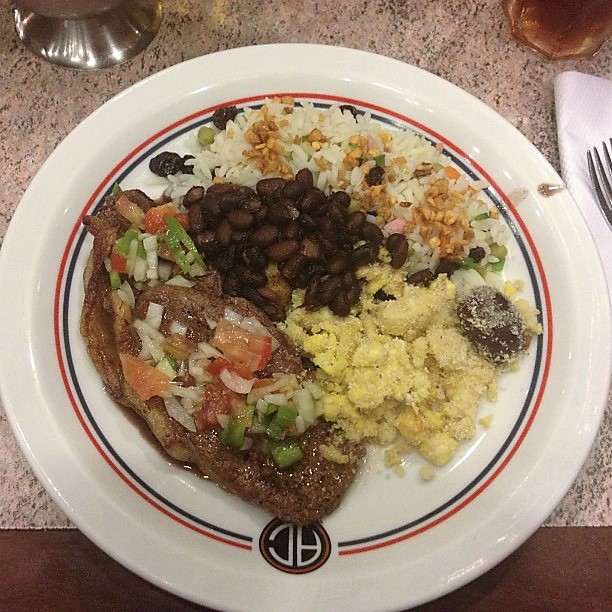
Un déjeuner brésilien typique se compose de riz, de haricots, de farofa, de picanha (culotte) et d'un œil en vinaigrette préparé avec de l'oignon haché, de la tomate et du poivre, du vinaigre, de l'huile et du sel.
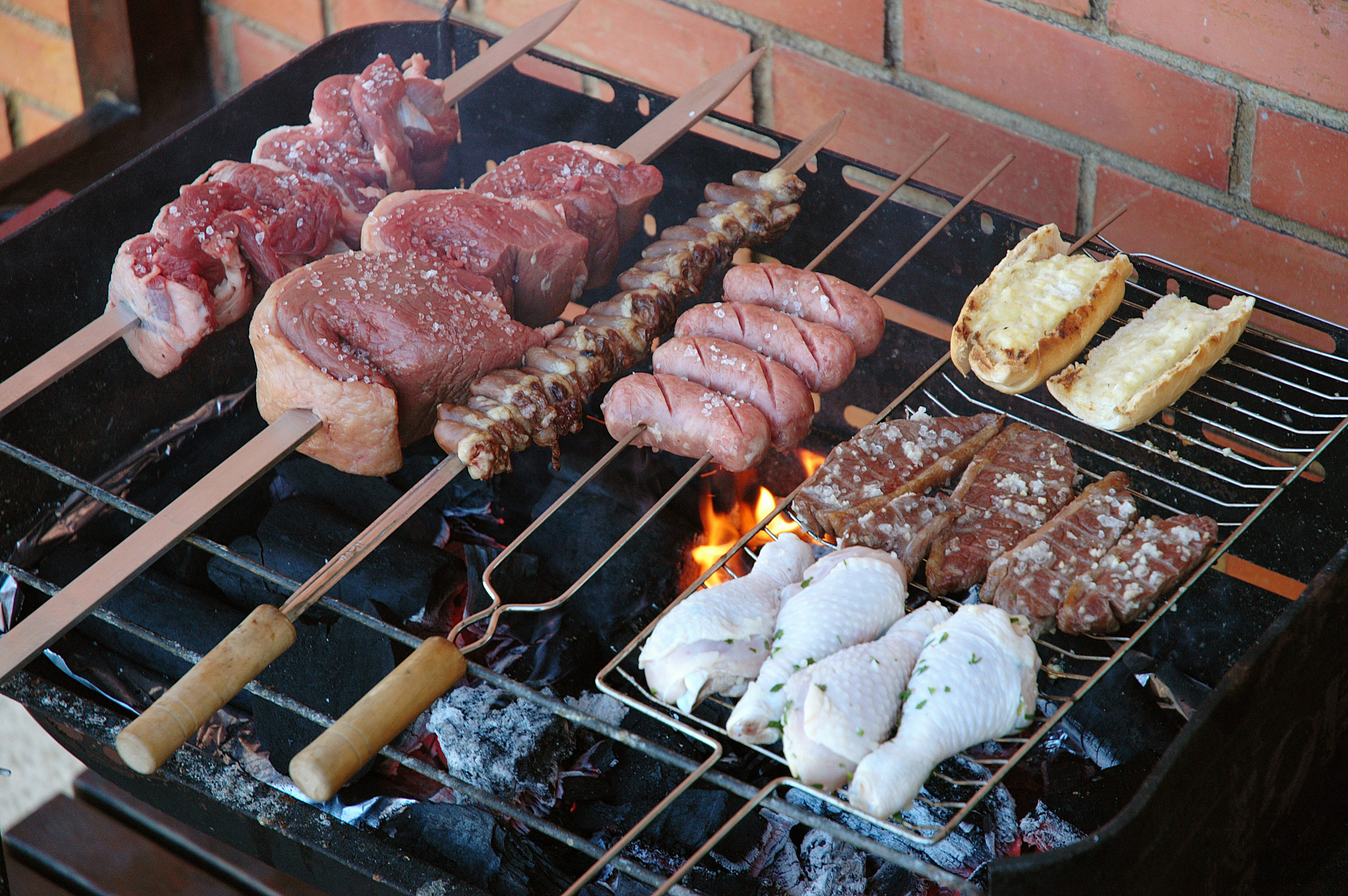
Churrasco brésilien typique, avec des coupes de bœuf telles que le culotte (picanha) et le rumsteck (alcatra), les cœurs de poulet, la saucisse toscane, le pain à l'ail et les cuisses de poulet.
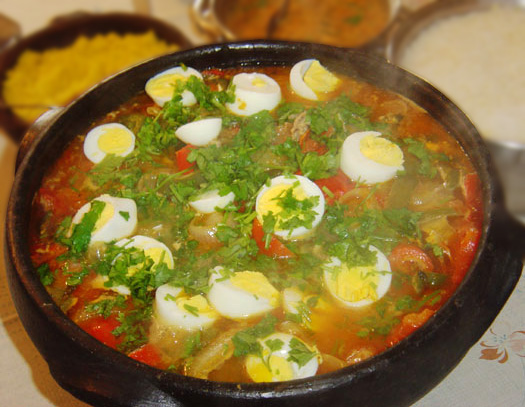
Moqueca
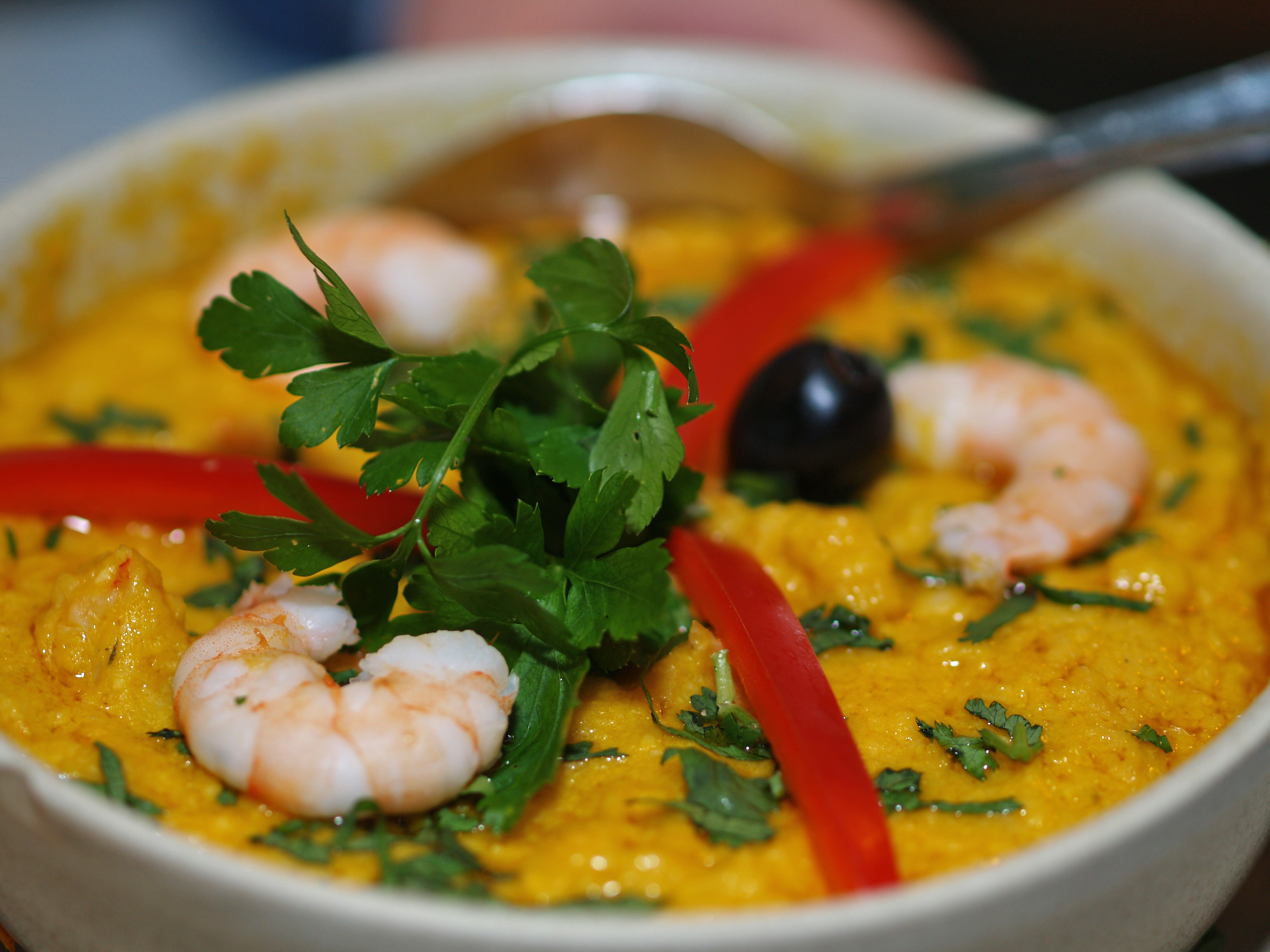
Vatapá
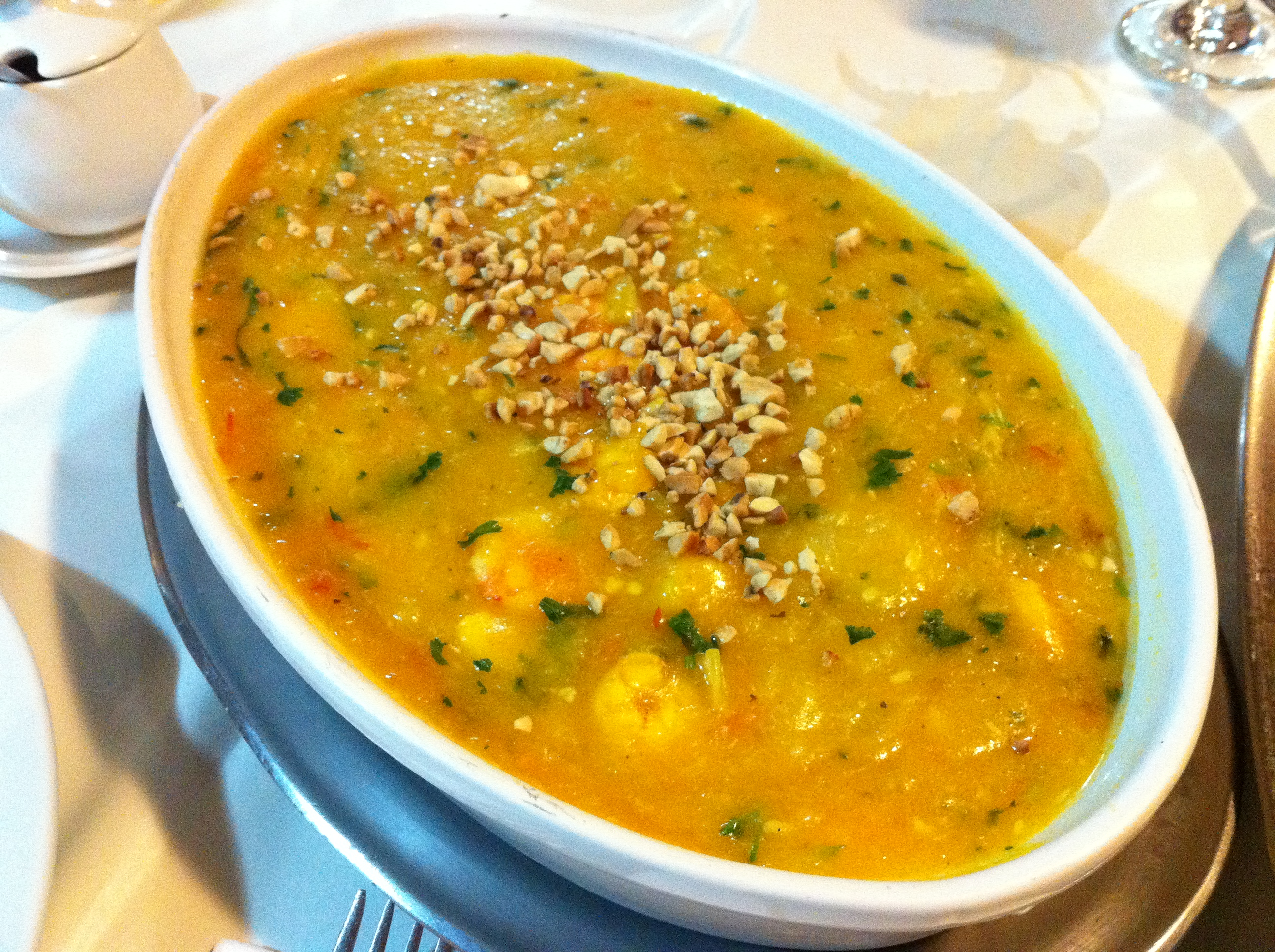
Bobó de camarão

## Fromage
- Minas, également connu sous le nom de « fromage blanc », il est léger et utilisé principalement pour les personnes qui souhaitent avoir une alimentation plus saine, recommandé dans les régimes et même pour les personnes souffrant de gastrite
- Catupiry, un fromage crémeux inventé au Brésil qui est principalement utilisé comme garniture ou farce pour les pizzas
- Requeijão, Le requeijão brésilien a quelques variétés. "Requeijão couper" est la variété la plus ancienne, essentiellement artisanale, étant solide; "Requeijão crémeux" est la variété la plus répandue actuellement, étant un produit laitier pâteux, de couleur blanche, à base de lait écrémé et de crème fraîche. Il est généralement vendu dans des gobelets en verre ou en plastique et étalé sur du pain au petit-déjeuner. Le "Requeijão culinaire" est une variété plus cohérente de fromage cottage crémeux, conçu pour résister à des températures élevées sans altérer ses caractéristiques.
- Canastra
- Coalho, c'est un fromage résistant à la chaleur, ce qui signifie qu'il peut être cuit et grillé. Il est couramment consommé sur les plages ou les churrascos, étant rôti sur le feu sur des brochettes et consommé fumé par le feu.

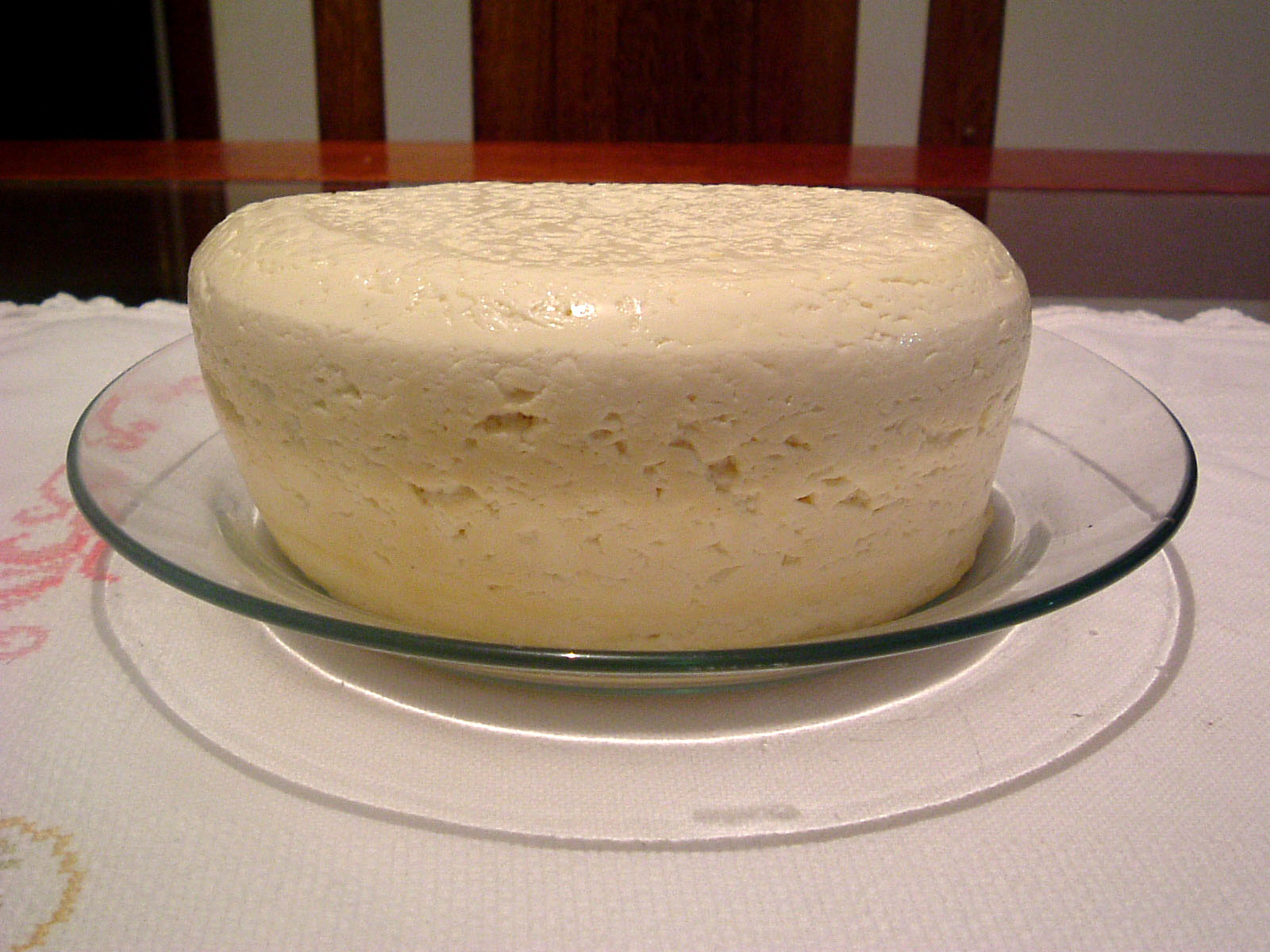
Fromage Minas
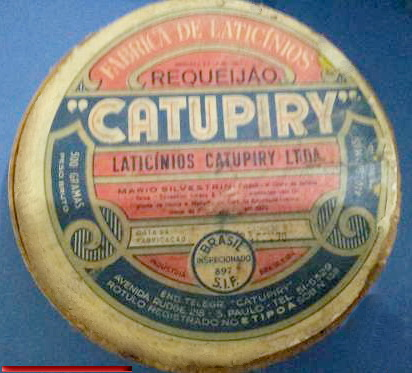
Catupiry
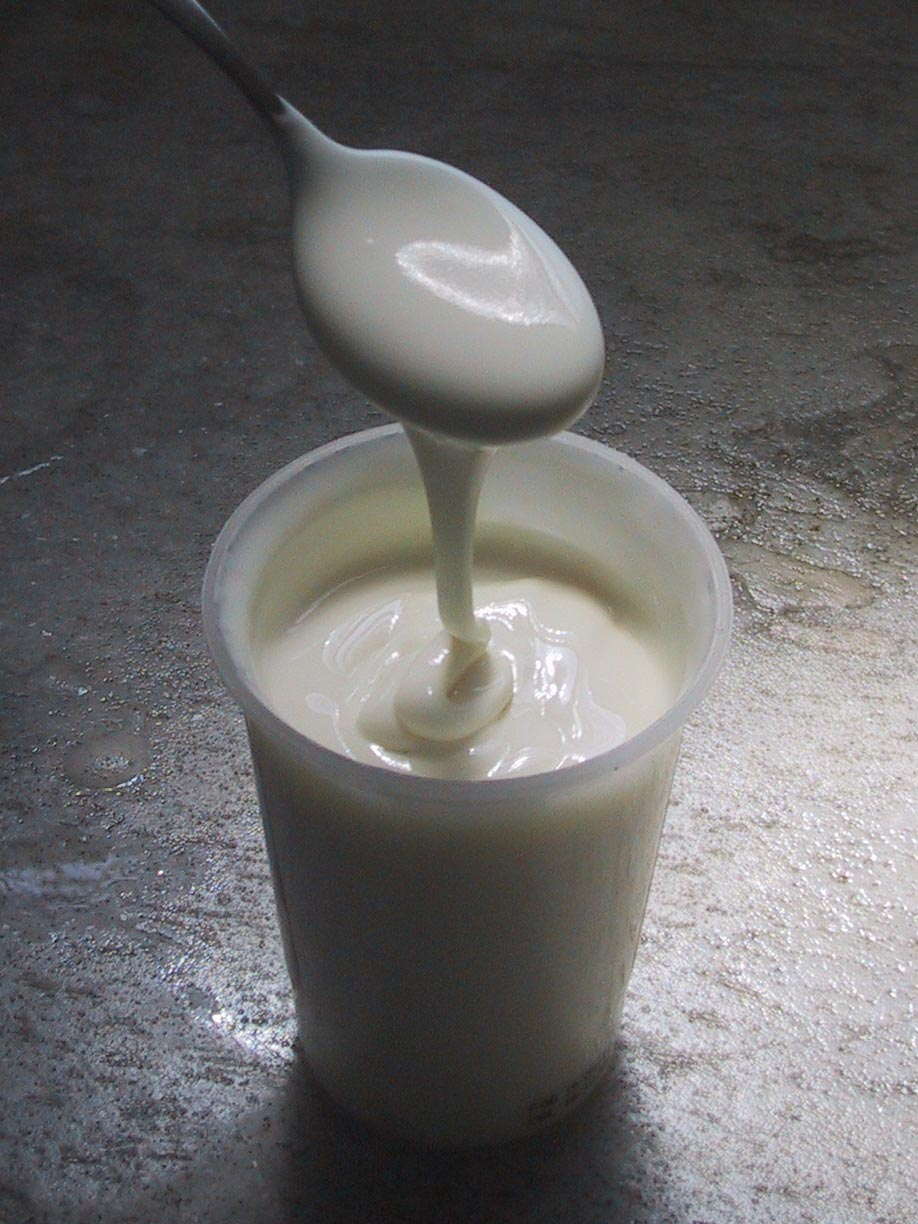
Requeijão
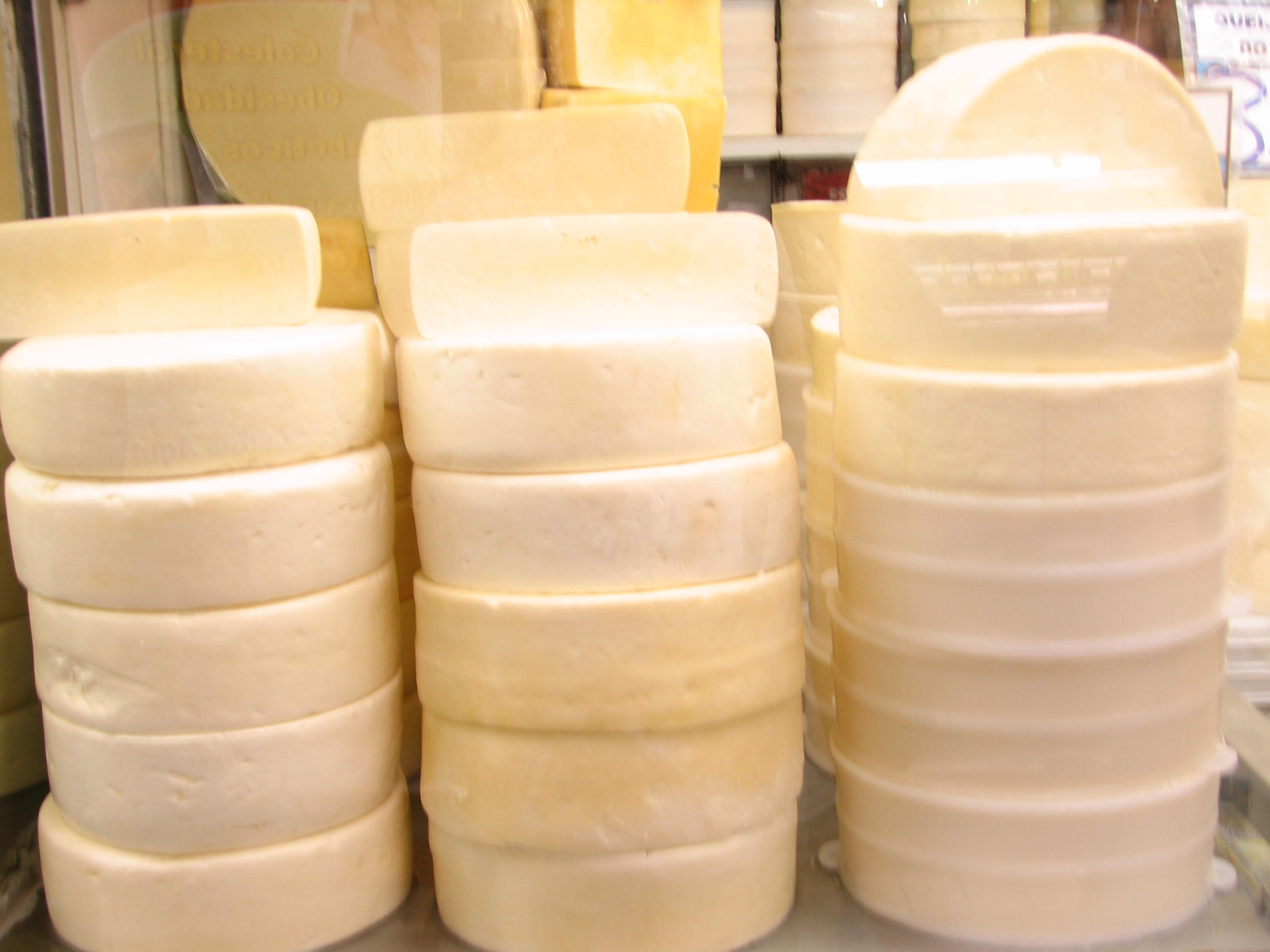
Canastra
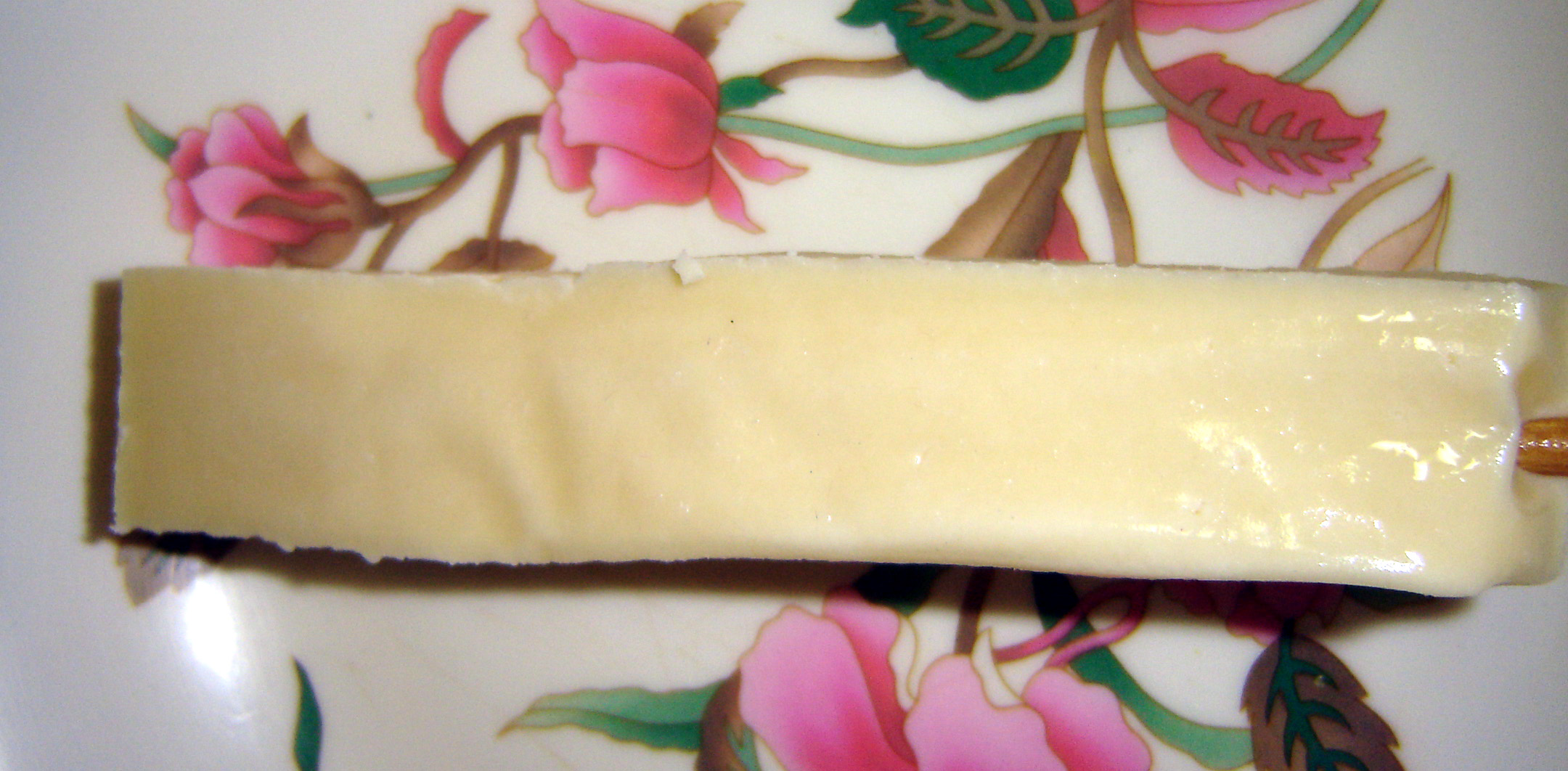
Coalho

## Desserts

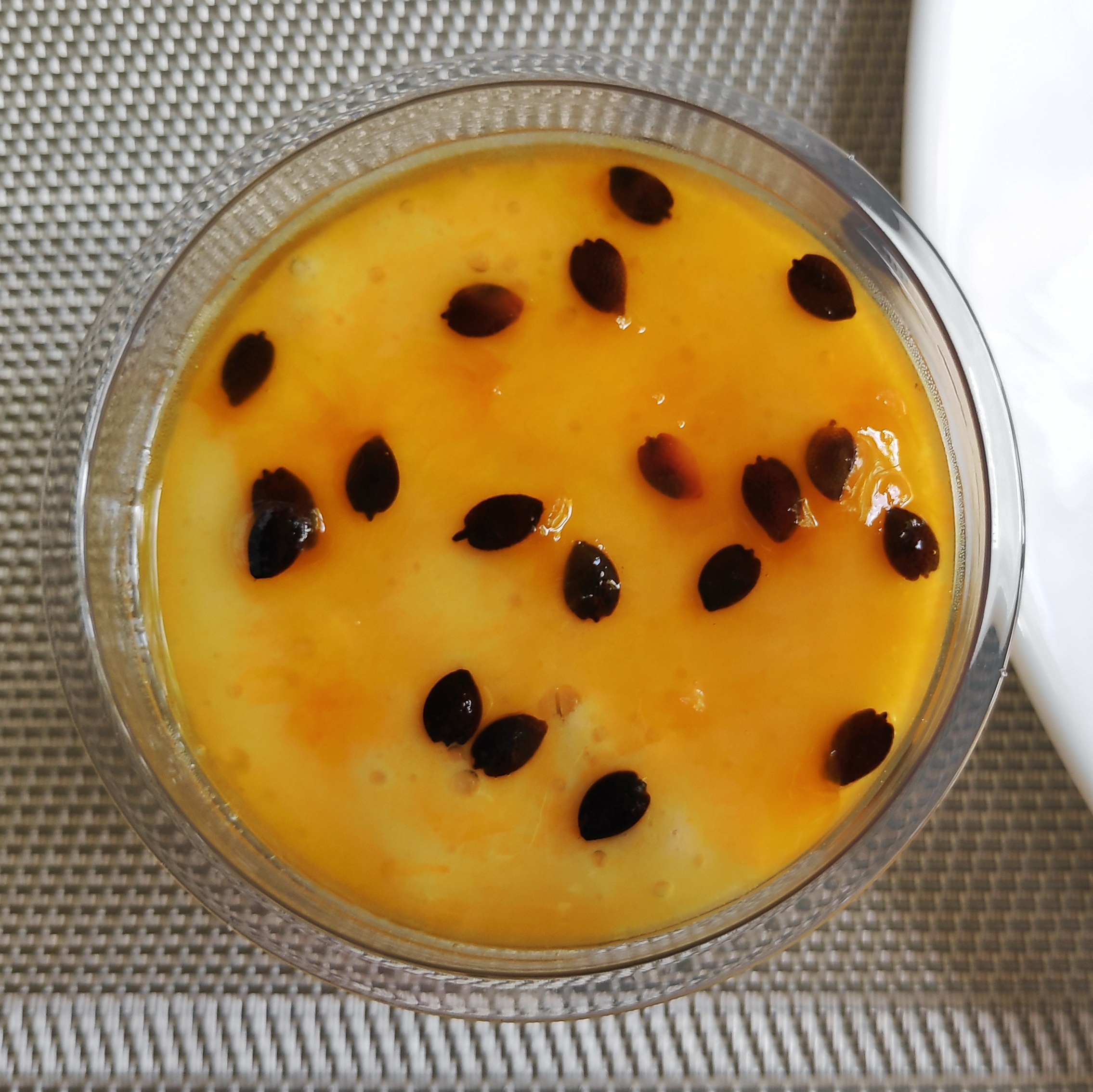
Mousse au fruit de la passion.

- Brigadeiro, une sorte de truffe composée de lait condensé sucré, de beurre et de cacao.
- Paçoca, un dessert à base de cacahuètes
- Cocada (bonbon à la noix de coco)
- Pudim de leite (crème caramel à base de lait concentré, d'origine française)
- Quindim (crème aux oeufs à la noix de coco)
- Beijinho (truffes à la noix de coco avec clou de girofle)
- Cajuzinho (truffes aux cacahuètes et noix de cajou)
- Olho-de-sogra (Confiture de beijinho dans un pruneau (bien que certaines recettes contiennent du jaune d'œuf))
- Açaí na tigela (se compose généralement d'un mélange d'açaí (fruit brésilien) avec des bananes et des céréales ou des fraises et des céréales (généralement du granola ou du muslix))
- Doce de leite
- Pé-de-moleque (à base de cacahuètes et sucre caramel)
- Goiabada (confiture de goyaves et sucre)
- Romeu e Julieta : goiabada (confiture de goyaves et sucre) avec du fromage blanc (le plus souvent du fromage Minas ou requeijão)
- Maria-mole (semblable à une guimauve, faite avec du sucre, de la gélatine et des blancs d'œufs, recouverte de noix de coco râpée)
- Pamonha
- Sagu (à base de perles de tapioca, de sucre et de vin rouge)
- Queijadinha (une tarte à la crème pâtissière à base de noix de coco râpée et fromage, lait concentré sucré, sucre, beurre et jaunes d'œufs)
- Mousse de maracujá (Mousse au fruit de la passion)
- Manjar branco (un pudding brésilien blanc à la noix de coco semblable à Blanc-manger)
- Creme de papaia (papaye mélangée à de la glace à la vanille. De la crème de cassis est généralement ajoutée, mais un sirop de cassis sans alcool peut être remplacé. C'était une mode culinaire au Brésil au milieu des années 1990. De nos jours, sa popularité a quelque peu diminué).
- Rapadura
- Canjica (fabriqué à partir de grains de maïs blanc ou jaune légèrement broyés, cuits dans un bouillon contenant du lait de coco ou de vache, du sucre, de la poudre ou de l'enveloppe de cannelle et des clous de girofle.)
- Curau (à base de crème de maïs vert, de lait de vache ou de coco, de sucre et de poudre de cannelle ou d'écorce de cannelle)
- Torta holandesa (tarte faite d'une crème légère épaisse et froide à base de jaunes d'œufs, de sucre, de beurre, de crème de lait et d'essence de vanille, avec une couverture lisse de lait, de margarine, de sucre et de lait au chocolat, avec des biscuits trempés dans du chocolat au lait autour)

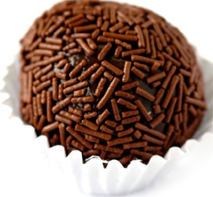
Brigadeiro
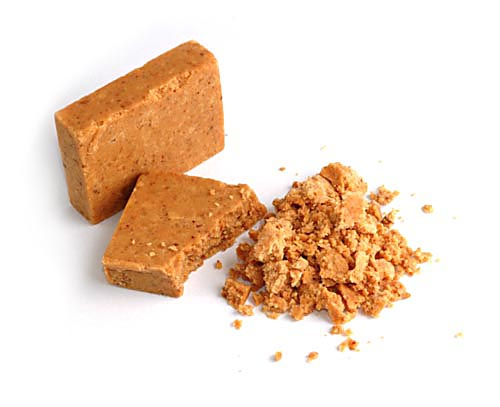
Paçoca
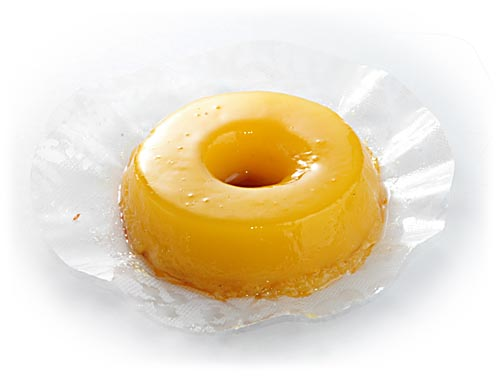
Quindim
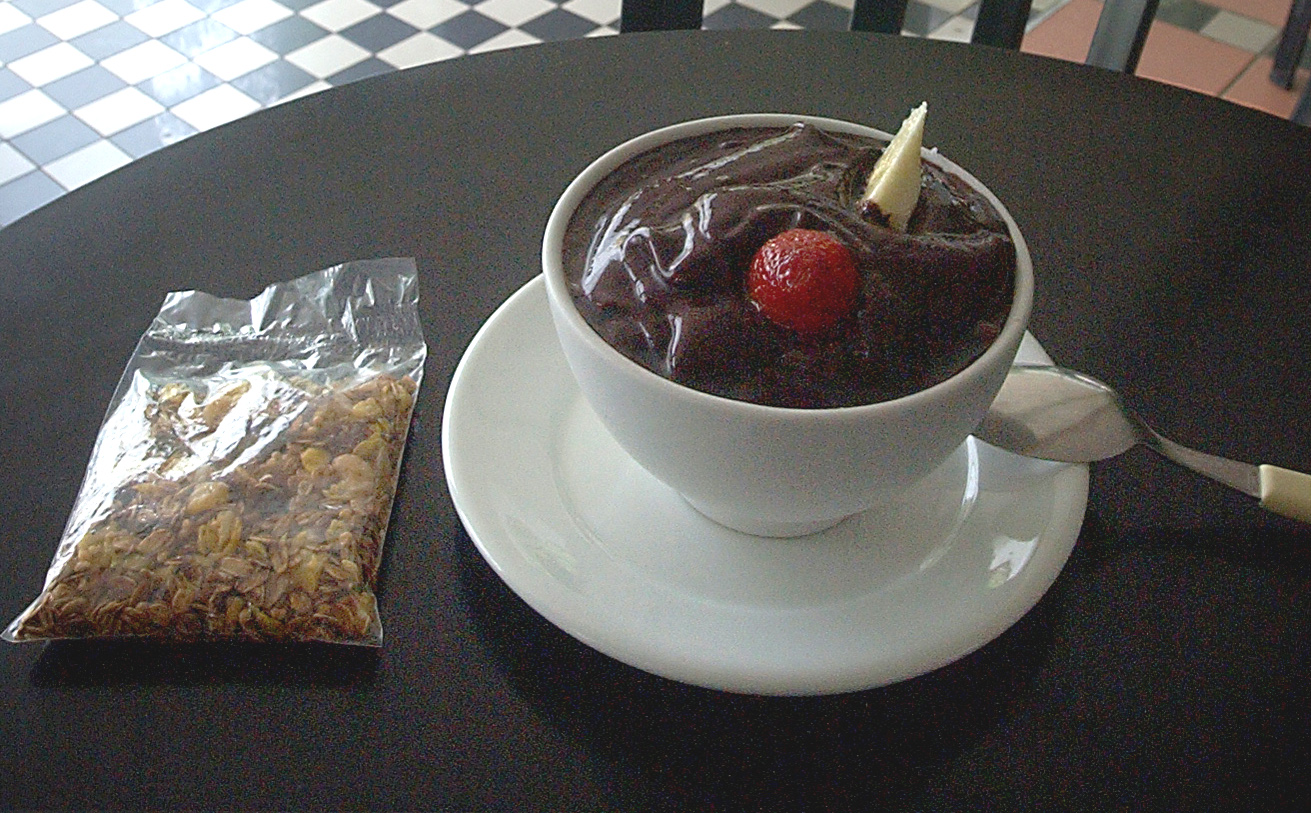
Açaí
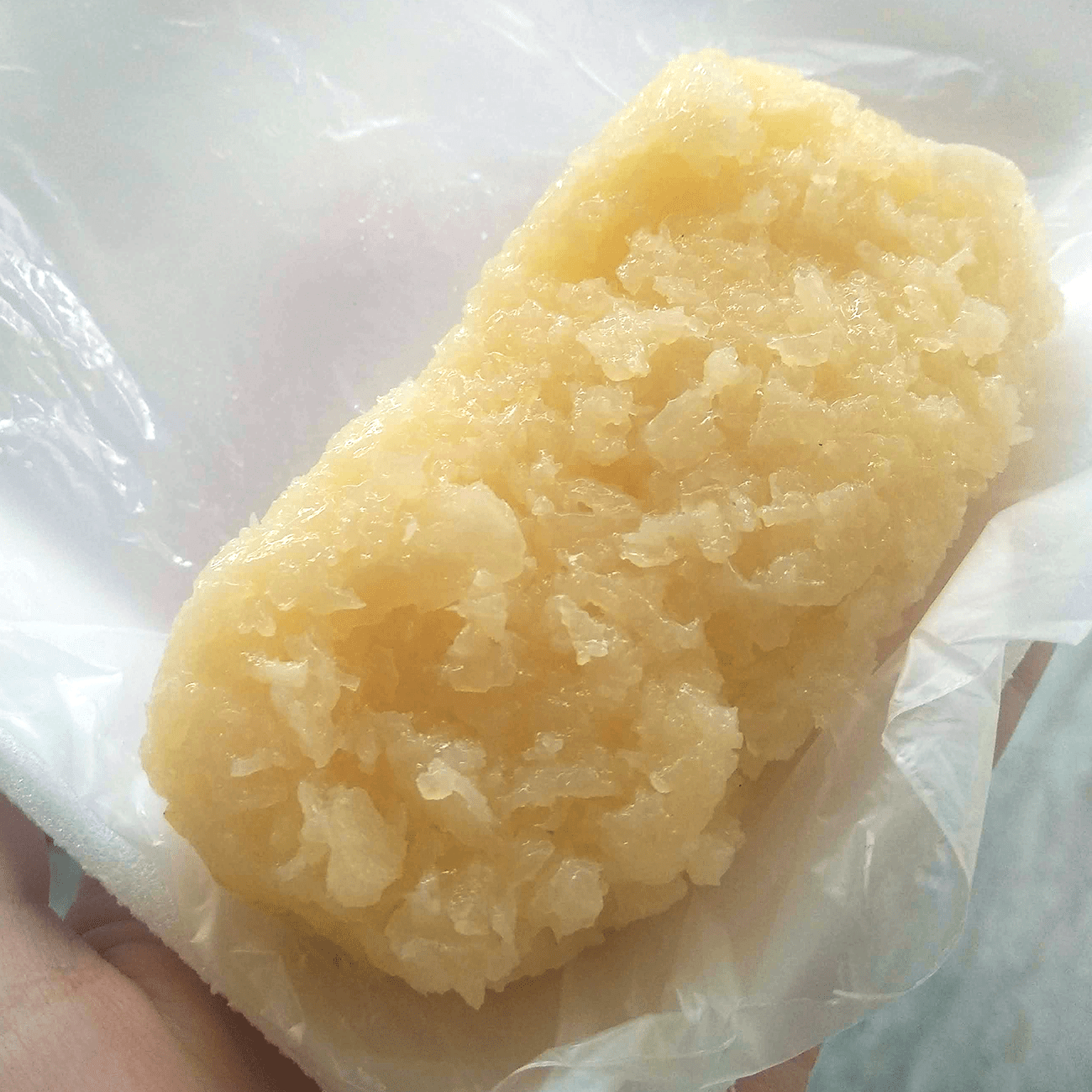
Cocada

## Boissons
- Batidas : jus de fruits battus avec cachaça et sucre.
- La Caïpirinha, cocktail à base de Cachaça et du citron.
- La Cachaça, alcool de canne à sucre.
- Le Guarana, boisson gazeuse rafraîchissante préparé à partir du guarana de la forêt amazonienne.
- Chimarrão.
- Suco de caju (Jus à base de Pomme de cajou)
- Licor de jabuticaba (Liqueur à base de jabuticaba)
- Limonada Suíça (limonade suisse), préparé avec des morceaux de citron vert avec du zeste, des glaçons, du sucre et de l'eau.
- Quentão, qui signifie « très chaud » ou « gros chaud », est une boisson brésilienne chaude à base de cachaça et d'épices. Il est souvent servi lors des célébrations connues sous le nom de Festas Juninas (Fêtes de juin).
- Água de Coco.
- Caldo de cana.

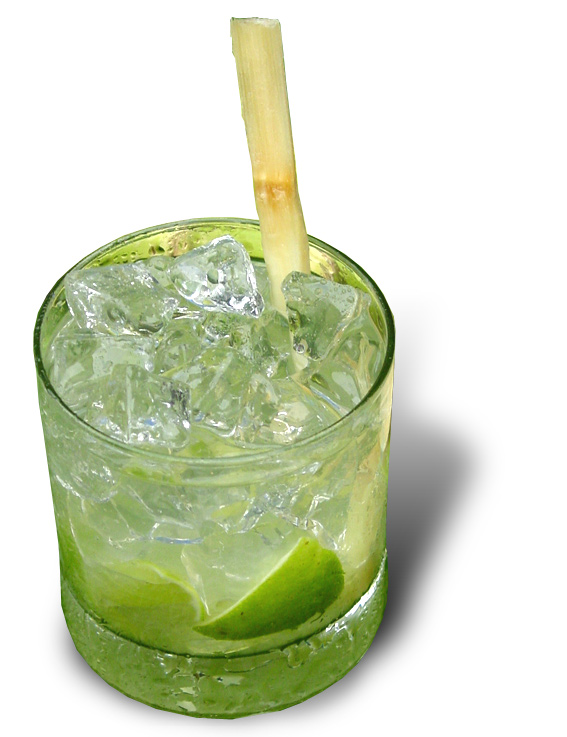
Caipirinha
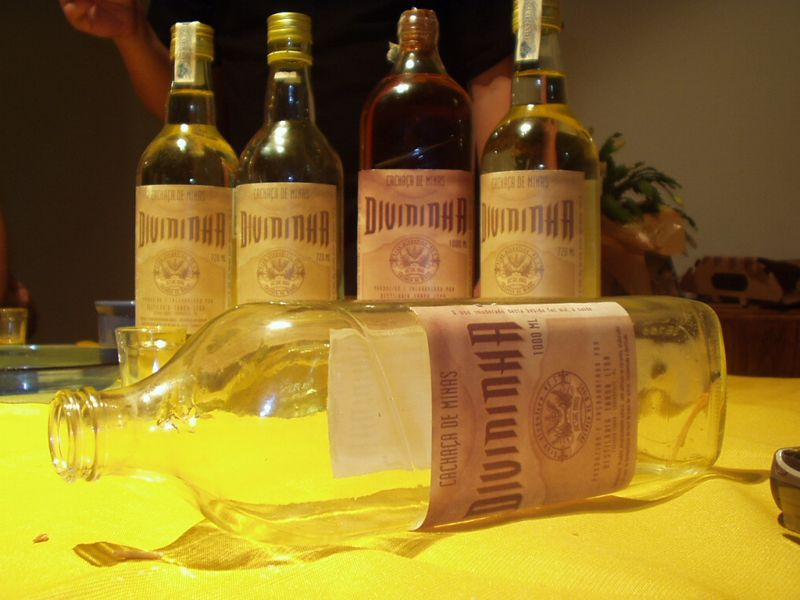
Cachaça
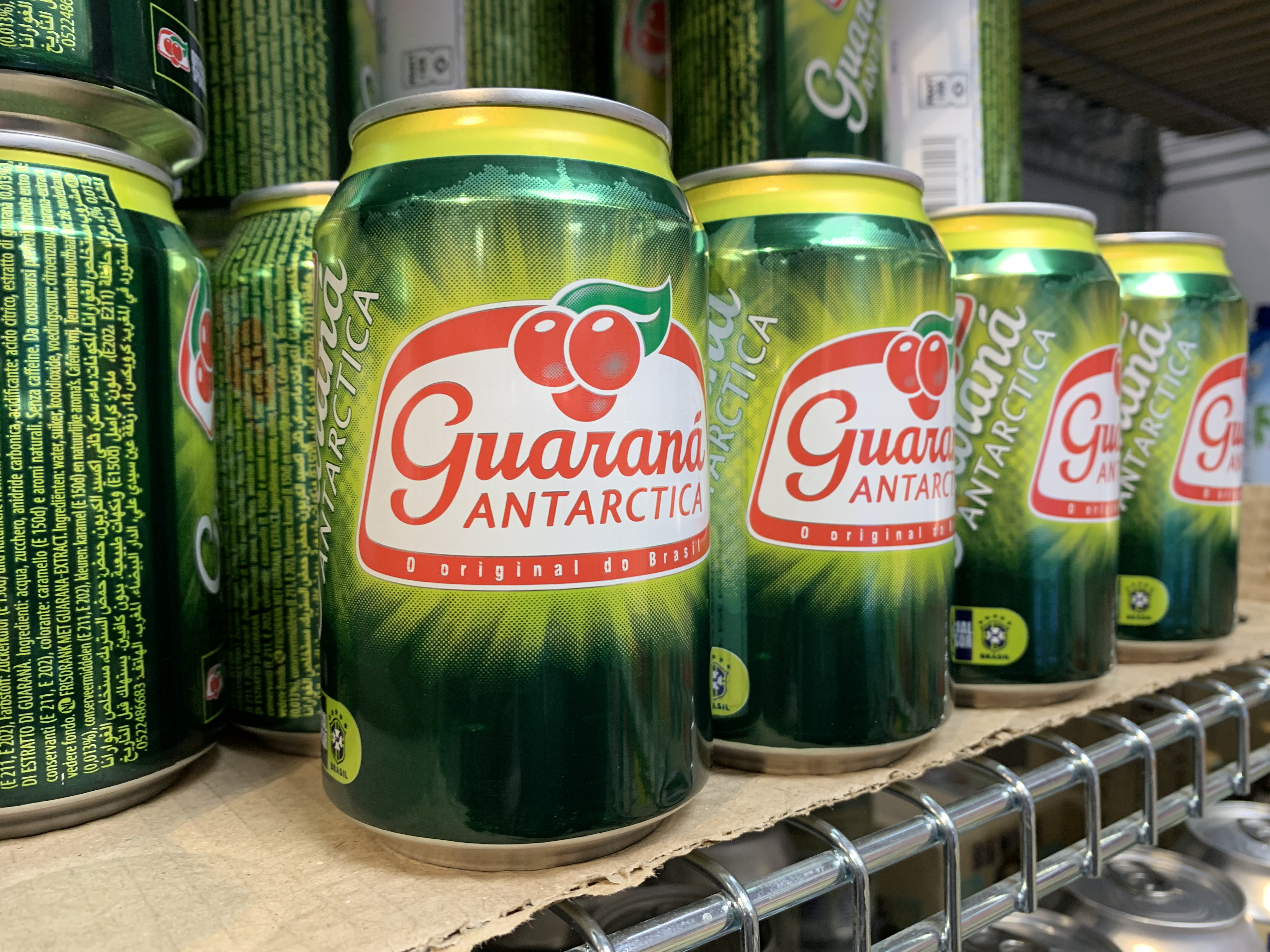
Guaraná
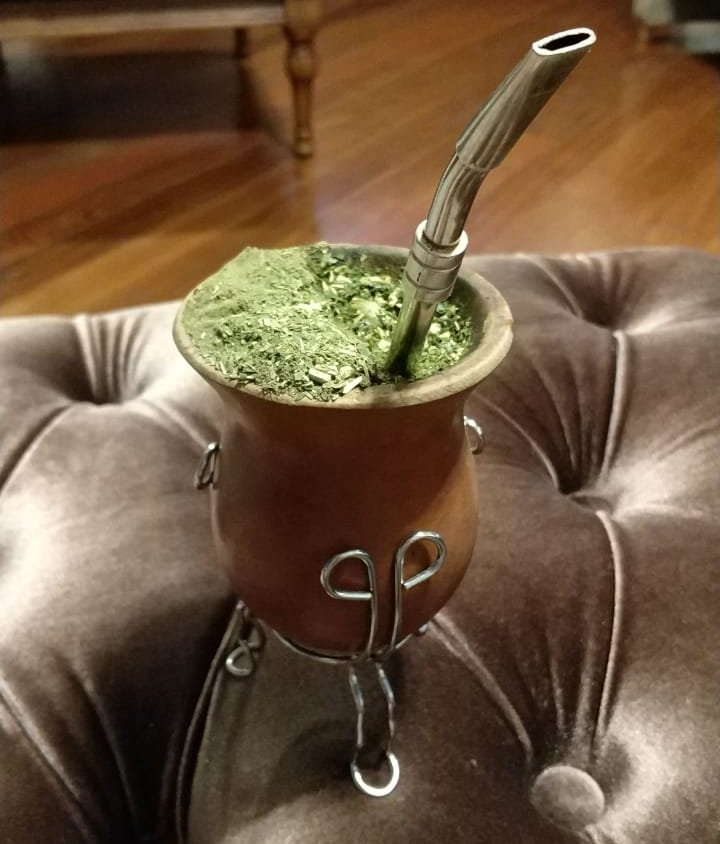
Chimarrão
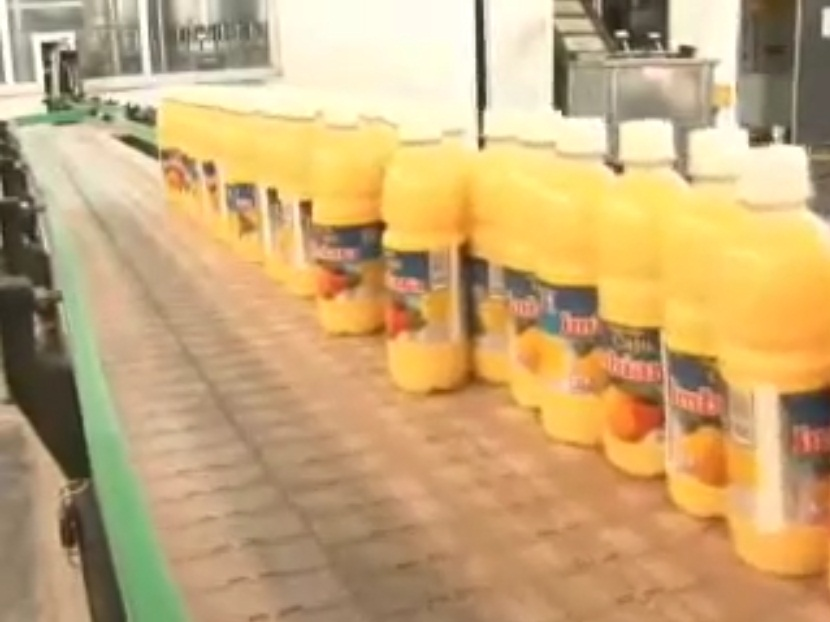
Jus de noix de cajou

## Gâteaux typiques (bolos)

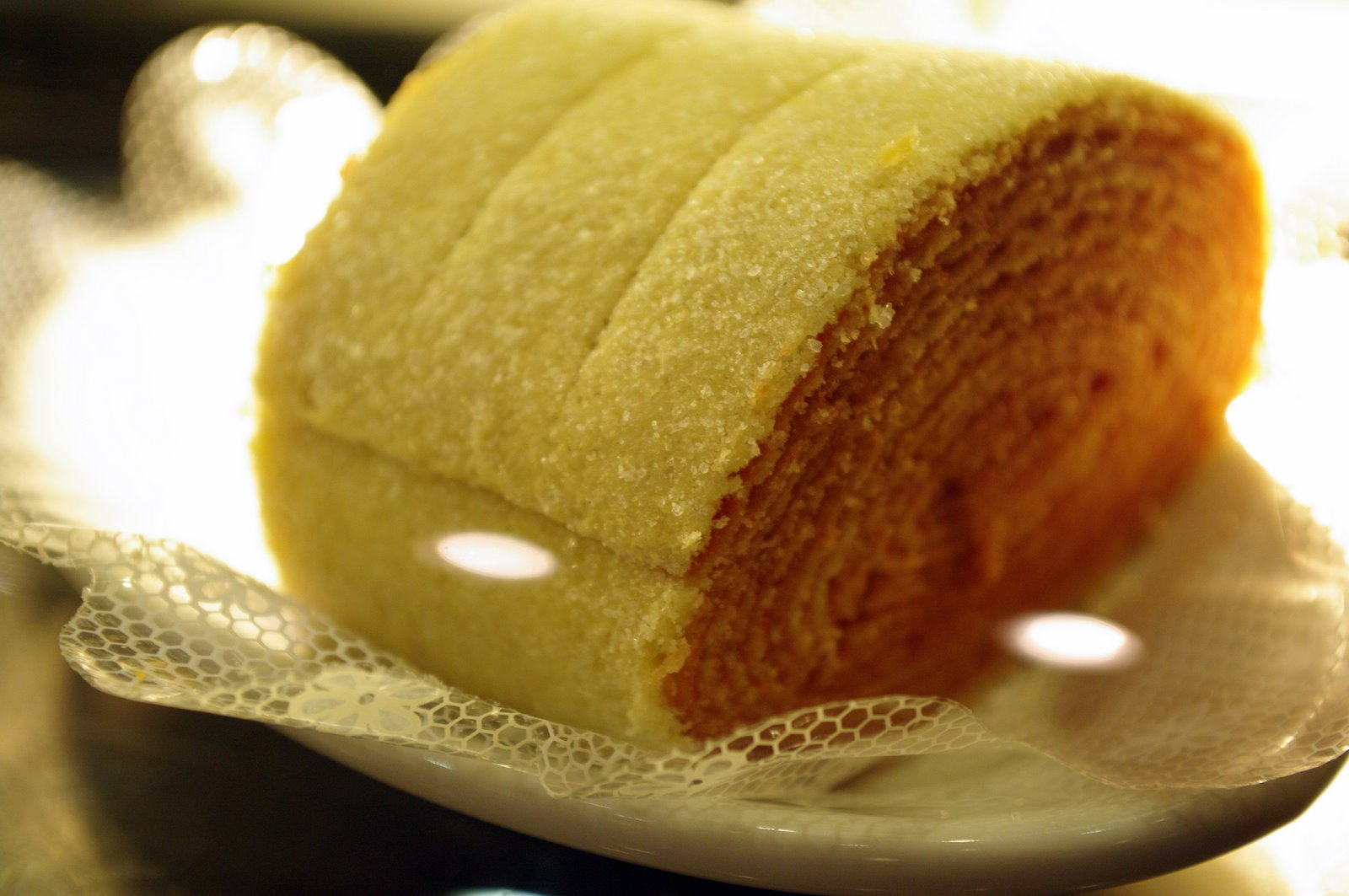
Bolo de rolo.

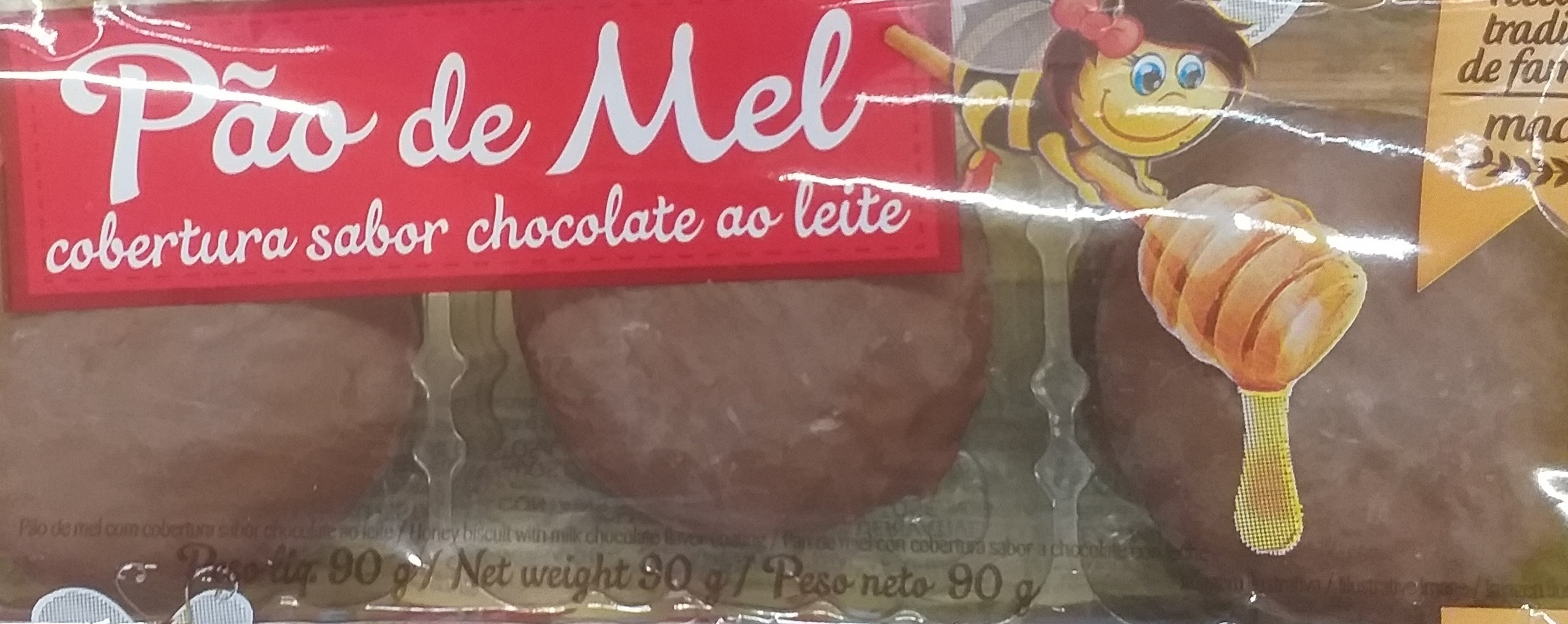
Pão de mel brésilien.

- Pavê - Gâteau brésilien d'inspiration française et son nom dérive du mot pavage, c'est-à-dire un assemblage de pierres et de béton qui, à son tour, ressemble à des couches de crème et de biscuits ou de morceaux de gâteau qui faire le dessert
- Cuca, un gâteau de table à base d'œufs, de farine de blé, de beurre et recouvert de sucre, très similaire au  Streuselkuchen, un gâteau traditionnel allemand. Il est typique de la région sud du Brésil.
- Bolo de rolo (gâteau roulé, une pâte fine enveloppée de goyave fondue)
- Nega maluca (gâteau au chocolat enrobé de chocolat et Vermicelles en chocolat)
- Pão de mel (quelque chose de similaire au Pain d'épices, généralement recouvert de chocolat fondu)
- Bolo de cenoura (gâteau aux carottes enrobé de chocolat à base de beurre et de cacao)
- Bolo de fubá (gâteau à la semoule de maïs)
- Bolo de milho (gâteau de maïs à la brésilienne)
- Bolo de aipim (gâteau au manioc)
- Bolo de laranja (gâteau à l'orange)
- Bolo de banana (gâteau aux bananes saupoudré de cannelle)

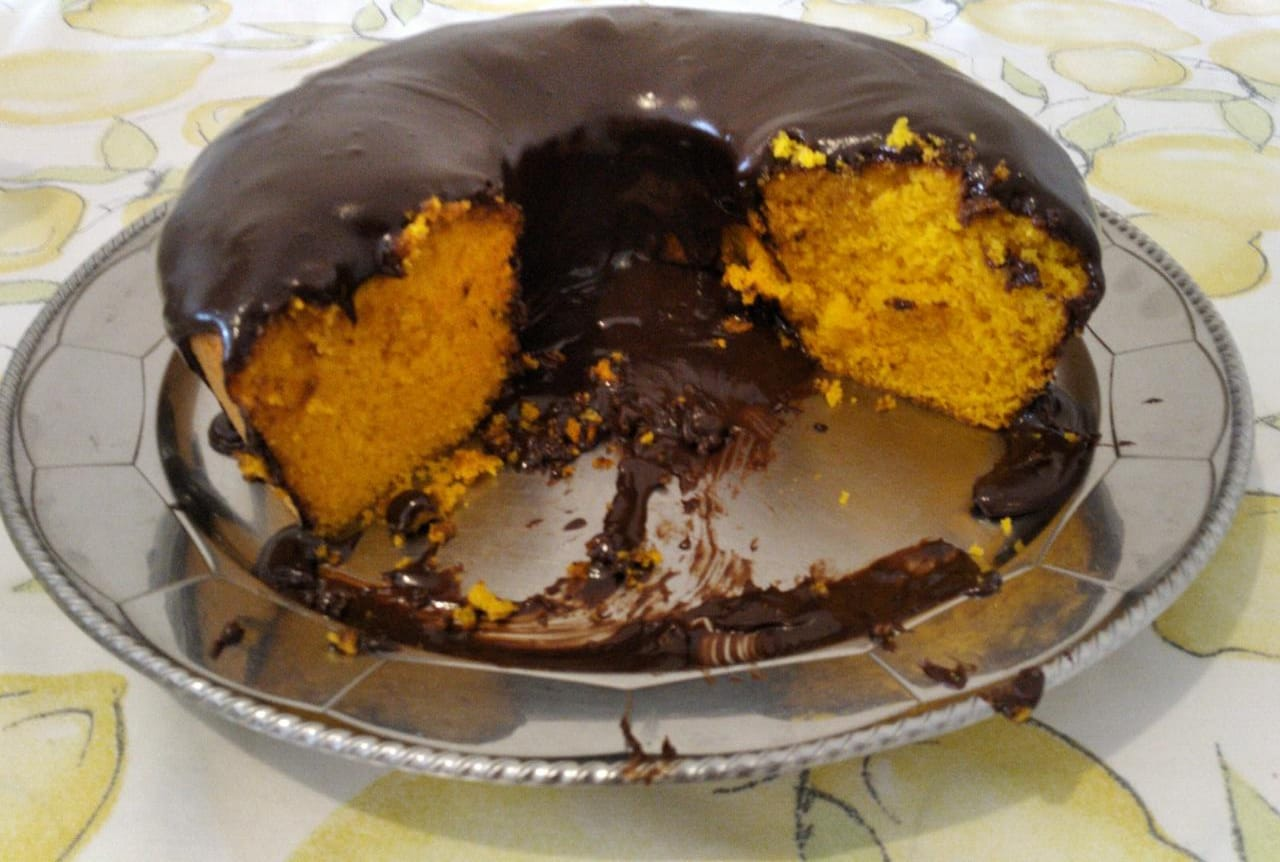
Gâteau brésilien aux carottes recouvert de chocolat
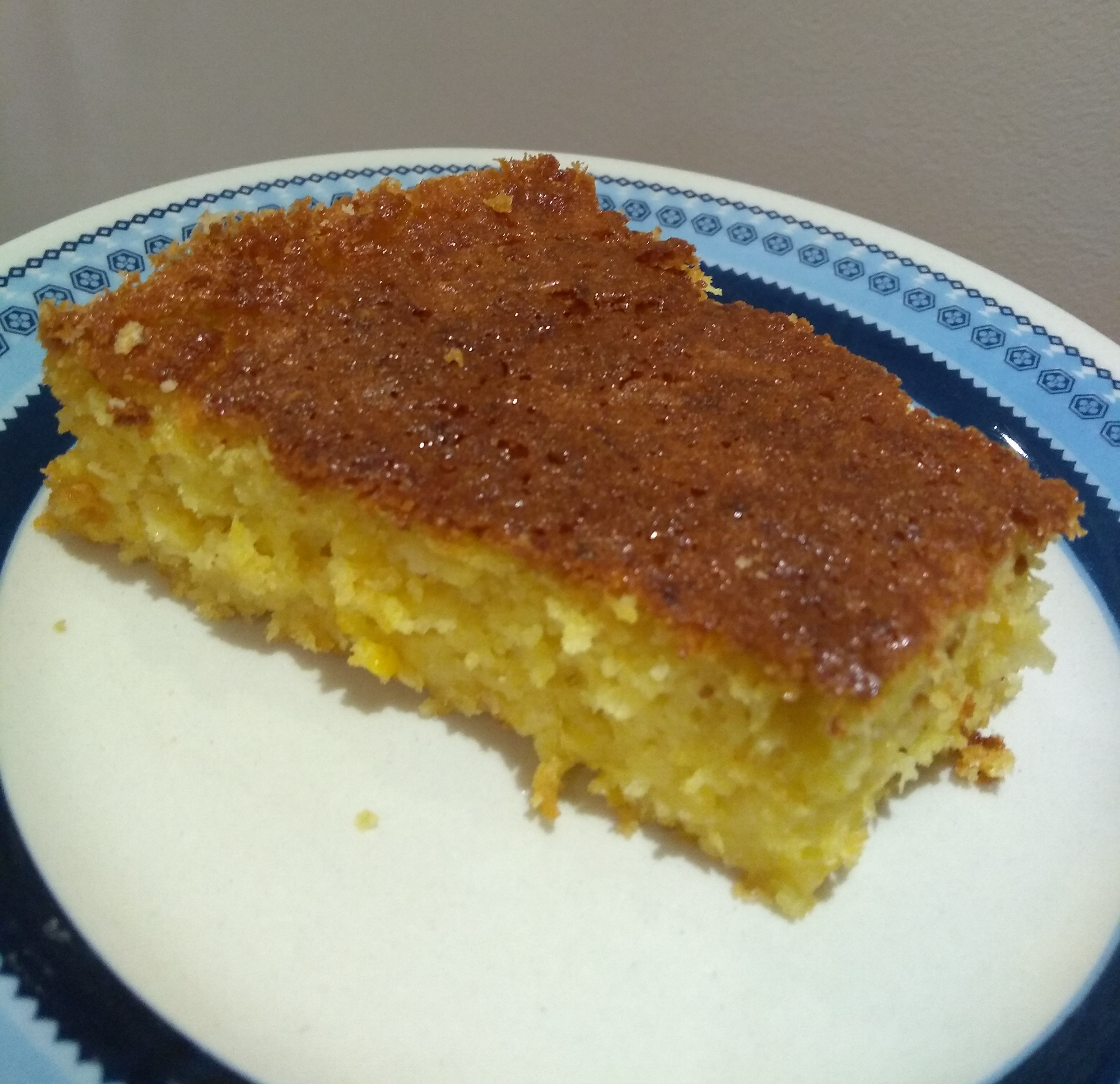
Gâteau de maïs brésilien
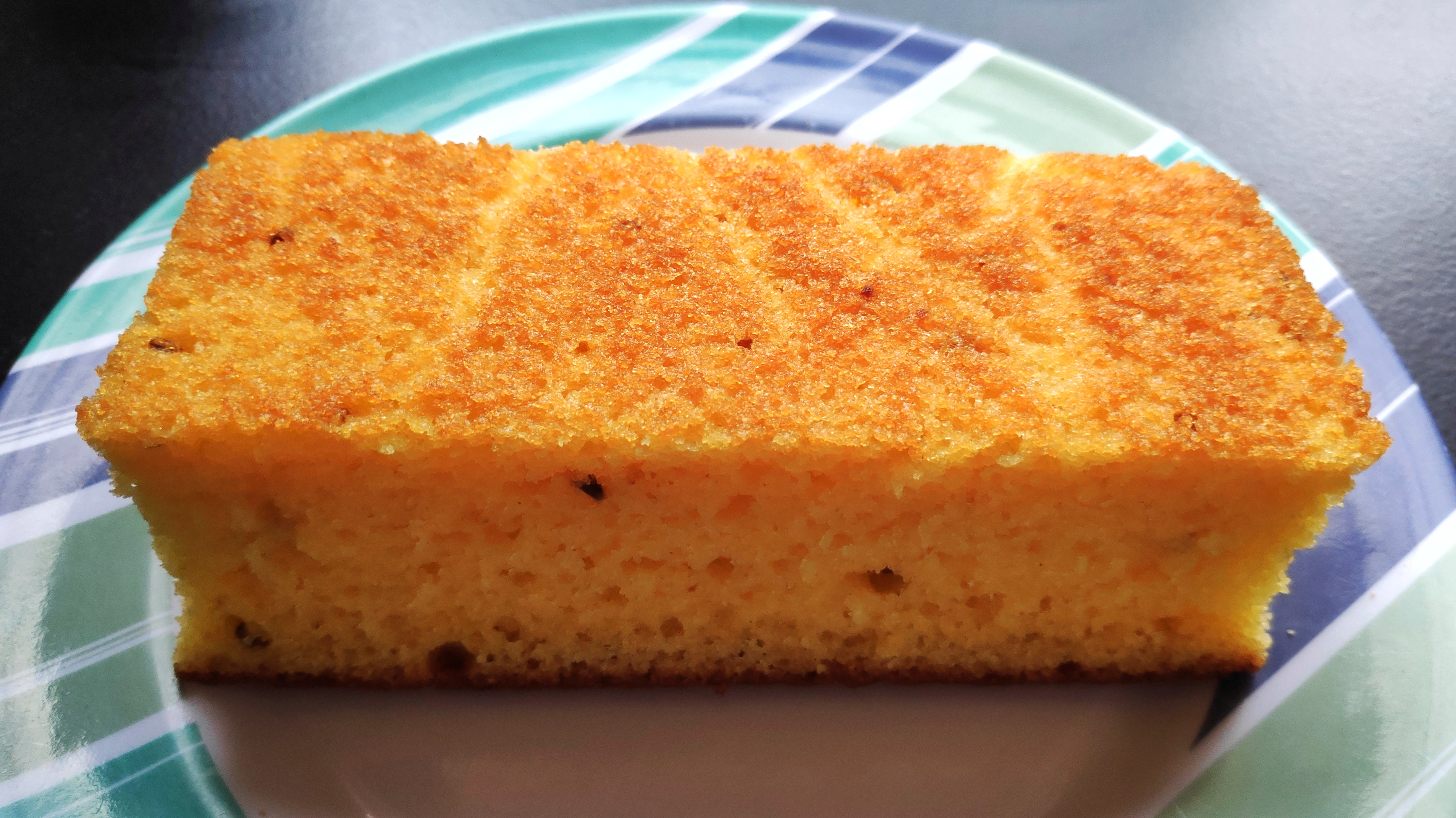
Gâteau brésilien à la semoule de maïs
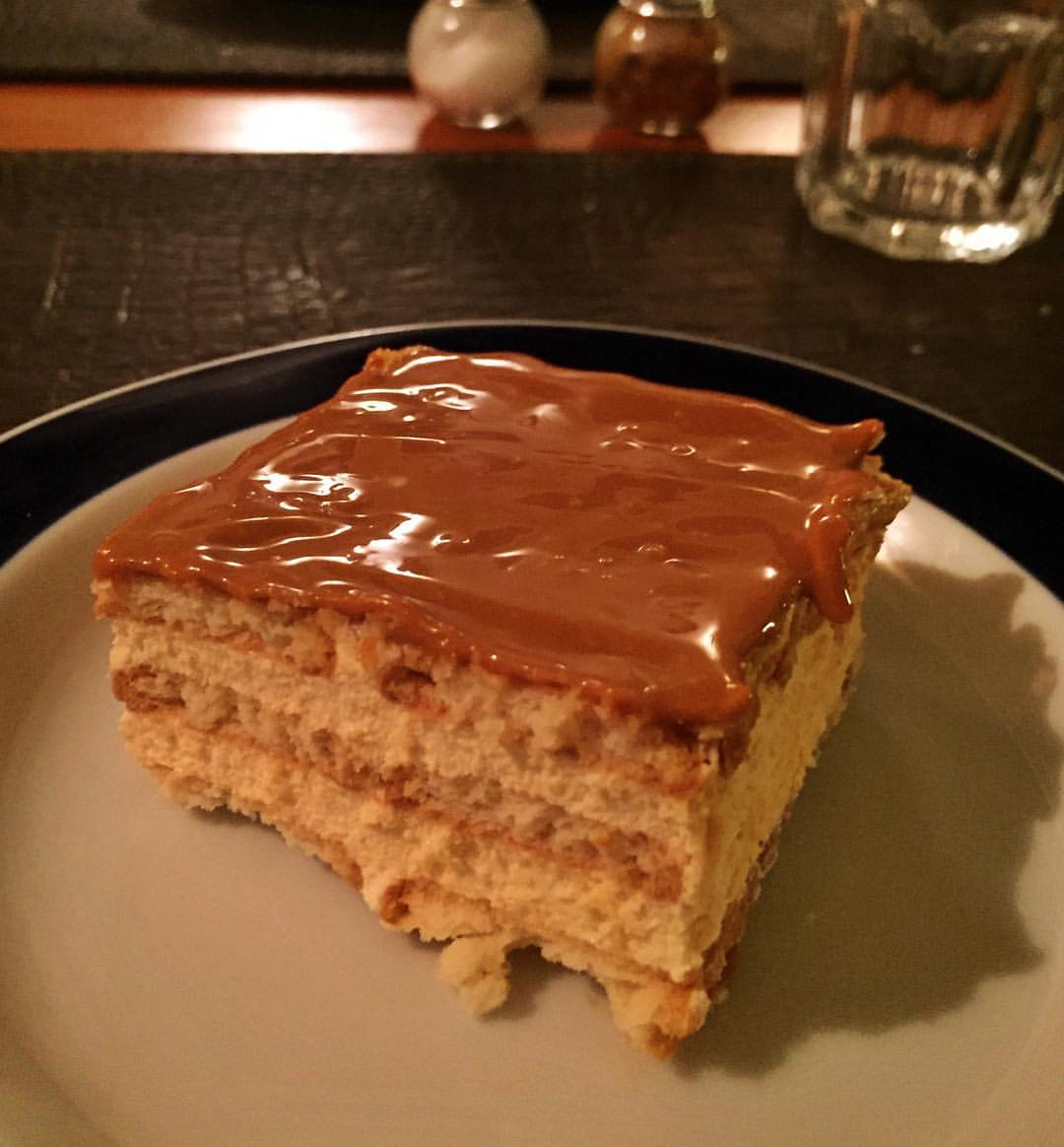
Pavê brésilien au dulce de leche

### Filmographie
- Escale au Brésil, film d'Anne Clements, TF1 vidéo, Boulogne-Billancourt, 2005, 50 min (DVD) (coll. « Sur la route des saveurs »)
- L'Explorateur des cuisines du monde : Brésil, film de Frédéric Réau, Gédéon Programmes, ADAV, Paris, 2007, 52 min (DVD)